# Musala
Musala (în bulgară Мусала), având o înălțime de 2.925,42 m, este cel mai înalt vârf din Munții Rila și reprezintă punctul de maximă altitudine din Bulgaria și din Peninsula Balcanică.
Luând în considerare proeminența sa topografică de 2.473 de metri și izolarea sa topografică de 810 kilometri față de vîrful Uyluk Tepe din munții Taurus, Musala este al șaselea vârf din Europa continentală în funcție de proeminența topografică și al treilea vârf din Europa continentală în funcție de izolarea topografică. Pe vârf se află o stație meteorologică și o stație de observare științifică (Базовата екологична обсерватория „Мусала“, „Observatorul Ecologic de bază Musala”) aparținând Academiei Bulgare de Științe. Acesta a fost construit în 1959, distrus de un incendiu în 1983 și reconstruit în 2000.

## Istoric
Munții Rila au fost cartografiați pentru prima dată în 1822, fiind menționați în „Harta generală a Turciei europene” realizată de către Pierre Lapie, pe baza materialelor culese de generalul locotenent Guilleminot și feldmareșalul Vagop de Promelin. Harta, la scara de 1:800.000, a fost publicată la Paris:3. Numele Musala, reprezentând cel mai înalt vârf din munții Rila, a devenit cunoscut abia după publicarea măsurătorilor trigonometrice efectuate de armata rusă în timpul Războiului de independență al Bulgariei (1877):9. Valoarea măsurată era de 1.370,3 stânjeni, aproximativ 2.923,672 m:18.

## Toponimie
În ceea ce privește etimologia numelui Musala, există mai multe opinii. Geograful și scriitorul bulgar Pavel Deliradev menționează posibila origine tracică a numelui Musala, musa însemnând „rapid”, iar sala „mișcare, curgere”, deci „mișcare rapidă și curgătoare, curent”, în legătură cu vânturile violente care bat pe vârful înalt:10.
Totuși, opinia cea mai răspândită este că numele vârfului provine din limba arabă prin intermediul limbii turce otomane, în Islam Musalla reprezentând o încăpere de dimensiuni mai reduse decât o moschee, folosită în principal pentru rugăciune, prin urmare Musala putând fi interpretat drept „loc apropiat de Dumnezeu” sau „loc pentru rugăciune”:197:573. De asemenea, etimologia numelui poate fi Mus Allah, „loc lângă Allah”, Mașallah, „slavă lui Allah” sau musallat, „dominant”. Numele datează, în orice caz, de pe vremea când Bulgaria făcea parte din Imperiul Otoman (de la sfârșitul secolului al XIV-lea până în 1878) și, în mod curios, nu a fost afectat de niciunul dintre valurile de „deturcizare” a toponimelor de după eliberarea țării în 1878, cu excepția perioadei staliniste, când între 1949 și 1962, Musala a fost numit „muntele Stalin”. 
Vechiul nume bulgar al muntelui, Tangra (în bulgară Тангра), reprezenta zeul suprem al bulgarilor înainte de creștinarea lor în 865 de către țarul Boris I, nume compus din tan („univers”), nak („om”) și ra („zeu”). 
În antichitate, pe vremea tracilor, când, potrivit legendei, Filip al V-lea al Macedoniei l-a escaladat (181 î.Hr.), masivul era menționat sub numele de Megalos Haemos în greacă, apoi de Montes Haemus în latină în Cartea 40 a Istoriei Romei (Ab urbe condita) scrisă de Titus Livius.

## Geografie

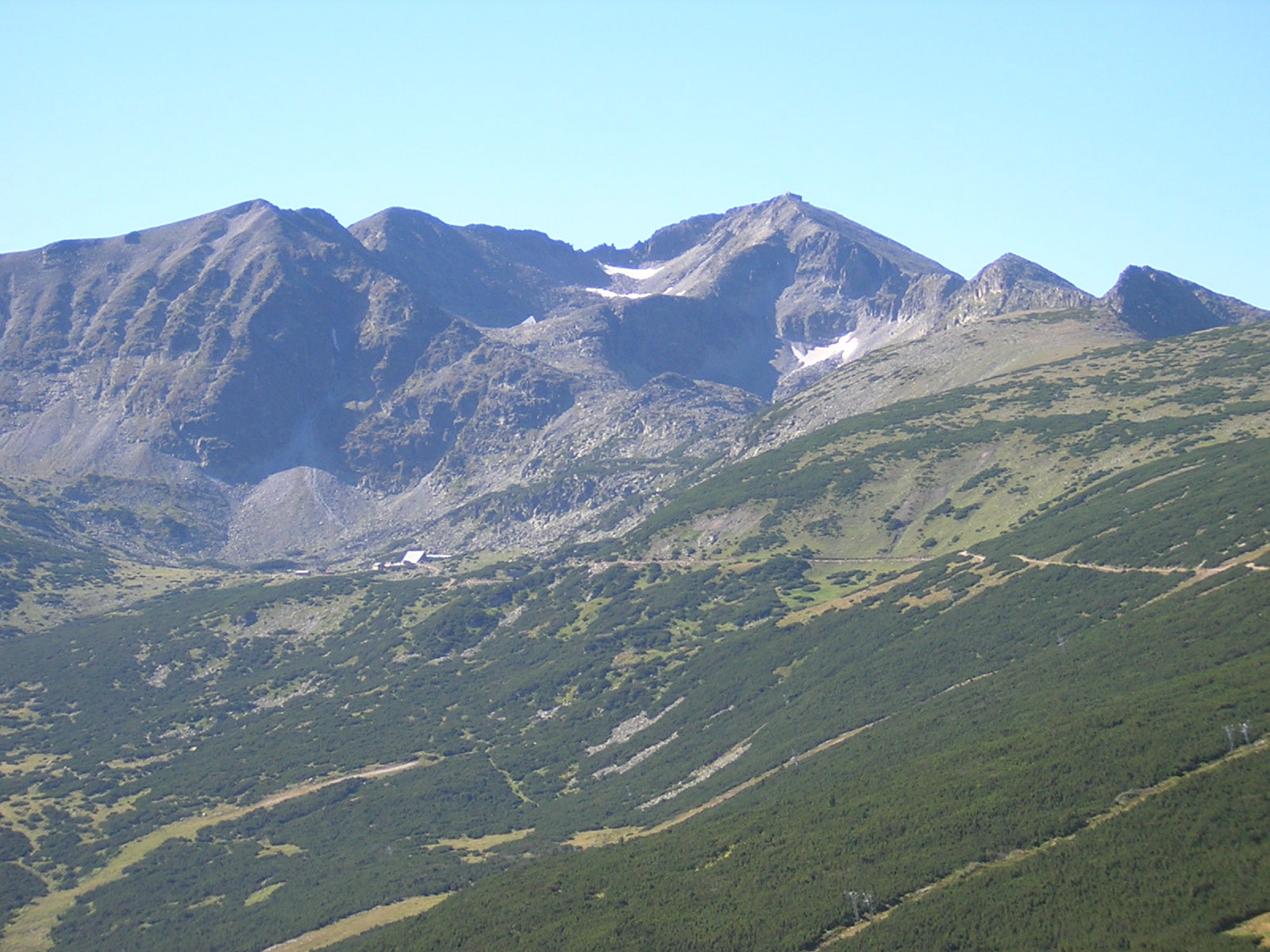
Vârful Musala, cabana Musala și refugiul montan Everest

Relieful zonei munților Rila, din care face parte Musala, a fost format prin eroziunea glaciară începută în cuaternar. Prin urmare, retragerea și apoi topirea ghețarilor au lăsat în urmă lacuri glaciare, precum Lacul de gheață (în bulgară Леденото езеро) de 20.000 m², situat la o altitudine de aproximativ 2.700 m, cu 200 de metri mai jos de vârf. Tot din apropierea vârfului izvorăsc și trei dintre cele mai mari râuri din Bulgaria, Iskăr, Marița și Nestos.
Principala linie de separare a bazinelor hidrografice din Balcani care separă bazinele hidrografice ale Mării Negre și Mării Egee străbate creasta de nord a munților Rila, inclusiv vârful Musala:108. Marița, Iskăr și Nestos, unele dintre cele mai lungi râuri din Balcani provin din acest masiv, dar și câțiva afluenți ai râului Struma, precum Rilska, Djerman și Blagoevgradska Bistrița:410:768:126
Cele mai multe dintre lanțurile montane ale Bulgariei pot fi văzute de pe vârful Musala: Vitoșa spre nord-vest, Sredna Gora spre nord-est, Balcani spre nord, dincolo de masivele Vitoșa și Sredna Gora, Rodopi spre sud-est, Pirin spre sud, munții Osogovo și Ruy spre vest și, desigur, celelalte vârfuri ale masivului Rila dintre care peste 140 măsoară mai mult de 2.000 de metri:107-108.
Lanțul montan Rila este împărțit în patru părți distincte:108, cea estică, cunoscută și sub numele de Musala Rila, fiind cea mai mare și cea mai înaltă subdiviziune. Creasta Musala se întinde în direcția nord-sud între văile râurilor Beli Iskăr și Marița, incluzând vârful Musala și alte 12 vârfuri de peste 2.700 m altitudine:767.

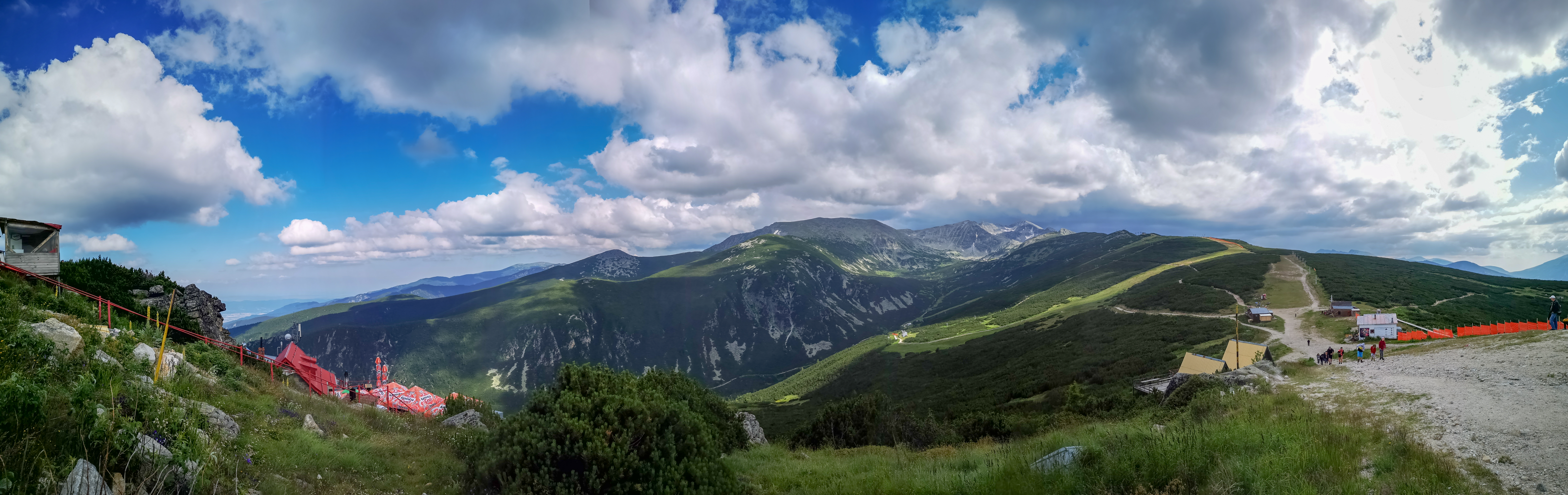

### Geologie
Rila este un munte format în urma mișcărilor faliilor tectonice și reprezintă un horst în formă de semilună cu două sisteme de falii concentrice și radiale:767:410, parte a celui mai vechi pământ din Balcani, masivul macedoneno-trac:108:125. Lanțul montan este format în principal din roci metamorfice și intruzive (formate prin consolidarea maselor topite de silicați în interiorul scoarței terestre). Miezul masivului Rila este constituit predominant din granit acoperit de șisturi cristaline și gneiss, apoi de gresie și conglomerate care au fost formate din sedimente ridicate în terțiar. Șisturile cristaline, ale căror minerale compuse sunt depuse secvențial, sunt reprezentate de gneiss, micașist și amfibolit, dar și marmură, formate în paleozoic, cu peste 250 de milioane de ani în urmă și ulterior ridicate în terțiar:108.
Masivul Rila a fost supus glaciației în pliocen și pleistocen. Relieful său alpin din prezent s-a format în timpul ultimei glaciații Würm, cu aproximativ 10–12.000 de ani în urmă, când linia zăpezii se situa la o altitudine de 2.100–2.200 m:125:410:62.
Vârful Musala este constituit din granit format în paleozoic.

### Climă
Masivul Rila este situat în zona de sud a regiunii caracterizată de un climat continental umed, dar pe vârf se înregistrează un climat alpin, specific zonelor înalte. Clima este influențată de cicloanele Islandez și Vest Mediteranean, primul fiind predominant în principal la sfârșitul primăverii și începutul verii, iar cel de-al doilea pe timpul iernii, care aduc precipitații frecvente și în cantități mari, precum și de anticicloanele Azorian și Siberian, vara și iarna, care produc secetă:42–43. Microclimatul local este influențat și de relief, expunerea versanților și orientarea văilor:109–110, valorile medii ale temperaturii scăzând iar cele ale precipitațiilor crescând proporțional cu altitudinea:410:126. Cea mai rece lună este luna februarie, iar cea mai caldă este luna august.
În zona vârfului Musala, valorile negative ale temperaturii se înregistrează în medie aproximativ nouă luni pe an, continuând adesea până la sfârșitul lunii iunie. O creștere constantă a temperaturii este observată la mijlocul și sfârșitul lunii iulie. Chiar și în lunile de vară, temperaturile de peste 10 °C nu țin pentru perioade lungi de timp. Între cinci până la zece zile în iunie, iulie și august se înregistrează o temperatură medie de peste 15 °C, ceea ce determină perioada scurtă de vegetație de aproximativ trei luni:43. Cu o valoare anuală medie a temperaturii de sub −3.0 °C, Musala este cel mai rece loc din Bulgaria:768, cea mai scăzută valoare a temperaturii înregistrată aici fiind de −31.6 °C, la 13 februarie 2004, iar minima lunară medie înregistrată în luna februarie fiind de −12.9 °C. Valoarea maximă absolută a temperaturii înregistrată pe vârful Musala a fost de 19,8 °C, la 5 iulie 2000. Fenomenul de inversiune termică, adică creșterea temperaturii cu înălțimea, apare relativ frecvent pe versanții nordici ai masivului Rila și pe vârful Musala, aproximativ 250 de zile anual:768.
Umiditatea aerului variază între 80 și 85%, în funcție de altitudine și de orientarea versantului, cele mai reci luni de iarnă fiind și cele mai uscate. În zona vârfului, grosimea stratului de zăpadă atinge cea mai mare valoare în luna martie, media lunară ajungând la 70 până la 80 cm, iar cea maximă la 200 până la 240 cm:110, vârful fiind acoperit de zăpadă în medie 180 până la 200 de zile pe an. Avalanșele sunt frecvente, adesea cauzate de schimbările de temperatură cauzate de afluxul maselor de aer cald mediteranean:768:126:111.
Vântul poate atinge viteze maxime de 40–45 m/s (140–160 km/h) pe vârf:50, cu orientare preponderent sud-vest și vest, cele de nord-vest și nord-est fiind mai moderate. Viteza medie lunară a vântului atinge 11–12 m/s (40–43 km/h):50. De obicei, cele mai ridicate valori ale vitezei vântului se înregistrează iarna, iar cele mai mici toamna:111.
| Date climatice pentru vârful Musala (2.925 m) valori normale 1991 - 2020 | Date climatice pentru vârful Musala (2.925 m) valori normale 1991 - 2020 | Date climatice pentru vârful Musala (2.925 m) valori normale 1991 - 2020 | Date climatice pentru vârful Musala (2.925 m) valori normale 1991 - 2020 | Date climatice pentru vârful Musala (2.925 m) valori normale 1991 - 2020 | Date climatice pentru vârful Musala (2.925 m) valori normale 1991 - 2020 | Date climatice pentru vârful Musala (2.925 m) valori normale 1991 - 2020 | Date climatice pentru vârful Musala (2.925 m) valori normale 1991 - 2020 | Date climatice pentru vârful Musala (2.925 m) valori normale 1991 - 2020 | Date climatice pentru vârful Musala (2.925 m) valori normale 1991 - 2020 | Date climatice pentru vârful Musala (2.925 m) valori normale 1991 - 2020 | Date climatice pentru vârful Musala (2.925 m) valori normale 1991 - 2020 | Date climatice pentru vârful Musala (2.925 m) valori normale 1991 - 2020 | Date climatice pentru vârful Musala (2.925 m) valori normale 1991 - 2020 |
| Luna                                                                     | Ian                                                                      | Feb                                                                      | Mar                                                                      | Apr                                                                      | Mai                                                                      | Iun                                                                      | Iul                                                                      | Aug                                                                      | Sep                                                                      | Oct                                                                      | Nov                                                                      | Dec                                                                      | Anual                                                                    |
| ------------------------------------------------------------------------ | ------------------------------------------------------------------------ | ------------------------------------------------------------------------ | ------------------------------------------------------------------------ | ------------------------------------------------------------------------ | ------------------------------------------------------------------------ | ------------------------------------------------------------------------ | ------------------------------------------------------------------------ | ------------------------------------------------------------------------ | ------------------------------------------------------------------------ | ------------------------------------------------------------------------ | ------------------------------------------------------------------------ | ------------------------------------------------------------------------ | ------------------------------------------------------------------------ |
| Maxima medie °C (°F)                                                     | −6.7 (19,9)                                                              | −7 (19,4)                                                                | −5.1 (22,8)                                                              | −1.9 (28,6)                                                              | 2.4 (36,3)                                                               | 6.6 (43,9)                                                               | 9.3 (48,7)                                                               | 9.7 (49,5)                                                               | 5.9 (42,6)                                                               | 2.7 (36,9)                                                               | −1.5 (29,3)                                                              | −5.3 (22,5)                                                              | 0,76 (33,37)                                                             |
| Media zilnică °C (°F)                                                    | −9.7 (14,5)                                                              | −10 (14)                                                                 | −8.2 (17,2)                                                              | −4.8 (23,4)                                                              | −0.2 (31,6)                                                              | 3.7 (38,7)                                                               | 6.0 (42,8)                                                               | 6.4 (43,5)                                                               | 2.6 (36,7)                                                               | −0.3 (31,5)                                                              | −4.3 (24,3)                                                              | −8.1 (17,4)                                                              | −2,24 (27,97)                                                            |
| Minima medie °C (°F)                                                     | −12.5 (9,5)                                                              | −12.9 (8,8)                                                              | −11.1 (12)                                                               | −7.4 (18,7)                                                              | −2.5 (27,5)                                                              | 1.2 (34,2)                                                               | 3.3 (37,9)                                                               | 3.9 (39)                                                                 | 0.2 (32,4)                                                               | −2.7 (27,1)                                                              | −6.8 (19,8)                                                              | −10.8 (12,6)                                                             | −4,84 (23,29)                                                            |
| Minima istorică °C (°F)                                                  | −27.5 (−17.5)                                                            | −31.6 (−24.9)                                                            | −26.8 (−16.2)                                                            | −22.5 (−8.5)                                                             | −13.5 (7,7)                                                              | −9 (15,8)                                                                | −6.1 (21)                                                                | −6 (21,2)                                                                | −11.9 (10,6)                                                             | −16.3 (2,7)                                                              | −23.2 (−9.8)                                                             | −24.9 (−12.8)                                                            | −31,6 (−24,9)                                                            |
| Precipitații mm (inches)                                                 | 75 (2.95)                                                                | 74 (2.91)                                                                | 95 (3.74)                                                                | 98 (3.86)                                                                | 88 (3.46)                                                                | 80 (3.15)                                                                | 72 (2.83)                                                                | 55 (2.17)                                                                | 48 (1.89)                                                                | 40 (1.57)                                                                | 40 (1.57)                                                                | 68 (2.68)                                                                | 833 (32,8)                                                               |
| Nr. de zile cu precipitații (≥ 1.0 mm)                                   | 11                                                                       | 11                                                                       | 13                                                                       | 13                                                                       | 13                                                                       | 12                                                                       | 10                                                                       | 7                                                                        | 7                                                                        | 7                                                                        | 8                                                                        | 11                                                                       | 123                                                                      |
| Ore însorite                                                             | 126                                                                      | 119                                                                      | 142                                                                      | 134                                                                      | 159                                                                      | 170                                                                      | 228                                                                      | 241                                                                      | 185                                                                      | 165                                                                      | 124                                                                      | 106                                                                      | 1.900                                                                    |
| Sursă: NOAA                                                              |                                                                          |                                                                          |                                                                          |                                                                          |                                                                          |                                                                          |                                                                          |                                                                          |                                                                          |                                                                          |                                                                          |                                                                          |                                                                          |

## Parcul Național Rila
Parcul Național Rila (în bulgară Национален парк „Рила“) este cel mai mare parc național din Bulgaria, acoperind o suprafață totală de 107.923,7 ha pe versanții munților Rila, din sud-vestul țării, dintre care 810,46 km² sunt incluși în lista UNEP-WCMC a Programului Națiunilor Unite pentru Mediu (United Nations Environment Programme - UNEP). Parcul a fost înființat la 24 februarie 1992, pentru a proteja mai multe ecosisteme de importanță națională. Altitudinea reliefului de pe teritoriul său variază de la 800 m, lângă Blagoevgrad, până la 2.925 m pe vârful Musala, cel mai înalt vârf din Peninsula Balcanică.
Parcul Național Rila este printre cele mai mari și mai valoroase arii protejate din Europa, Uniunea Internațională pentru Conservarea Naturii clasându-l în categoria a II-a din Rețeaua Mondială a Rezervațiilor Biosferei în cadrul Programului Omul și Biosfera al UNESCO. Pe teritoriul parcului național se găsesc patru rezervații naturale, Rila (ID WDPA 555721901), Parangalița (ID WDPA 1230), Ibar (ID WDPA 11494) și Skakavița (ID WDPA 176842), prima fiind cea mai mare din Balcani, cu o suprafață de 12.417,26 ha, iar ultimele trei fiind incluse în lista ariilor protejate reprezentative, categoria I (a) „Strict Nature Reserve”.

### Floră și faună
Flora

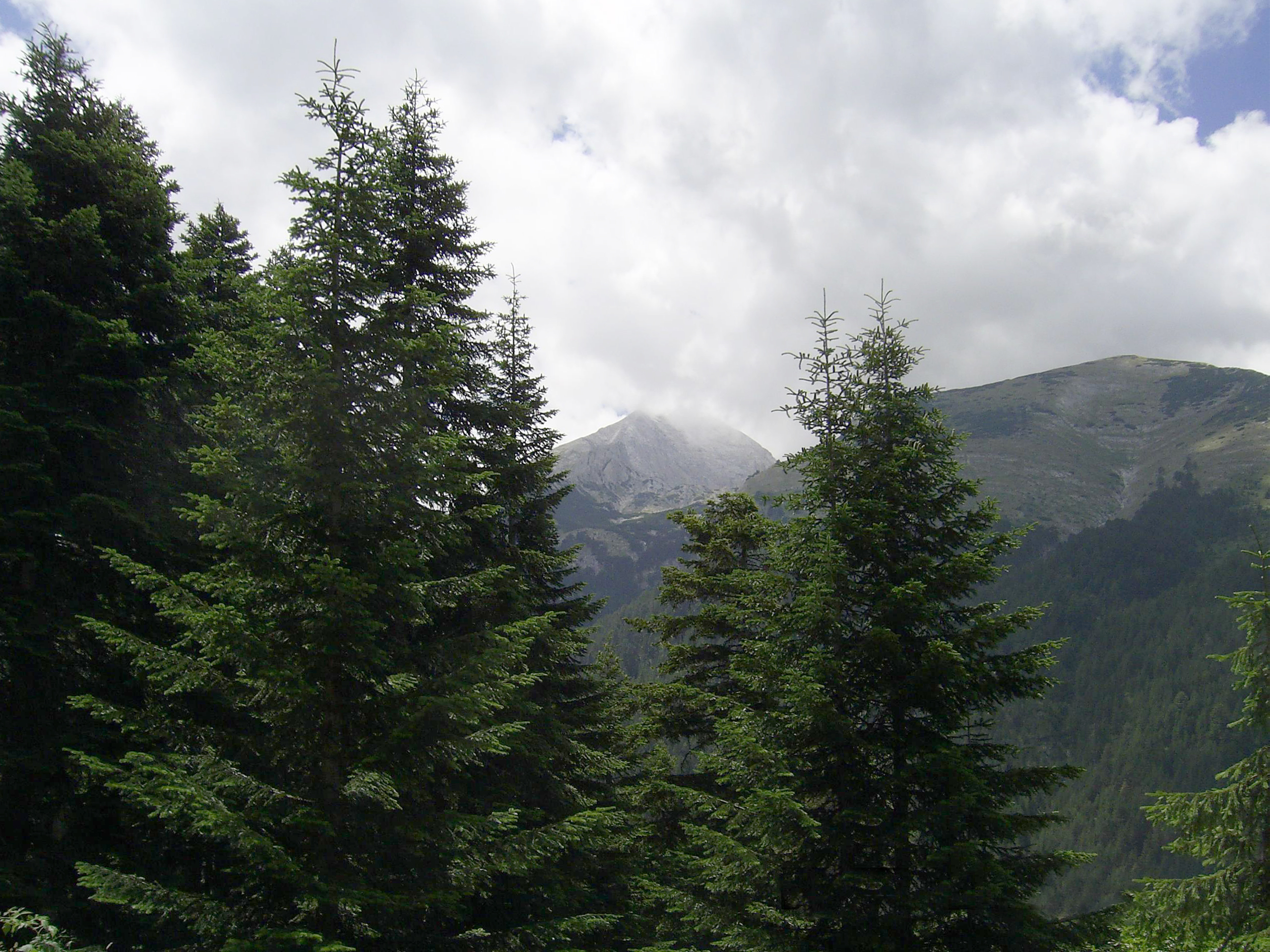
Brad bulgăresc (Abies borisii-regis), specie endemică

Vegetația parcului național este determinată de altitudine. În cele mai joase zone se găsesc păduri de stejari, în principal stejar maghiar (Quercus frainetto), stejar pufos (Quercus pubescens) și stejar sălbatic (Quercus cerris), dar și specii mediteraneene de ienupăr Cade (Juniperus oxycedrus) și o specie de Fabaceae (Hippocrepis emerus):769. 
La altitudini de până la 1.300 m, pădurile de foioase sunt în principal de gorun (Quercus petraea), printre care se găsește carpen negru (Ostrya carpinifolia), carpen (Carpinus betulus), arțar balcanic (Acer heldreichii și Acer hyrcanum) și frasin (Fraxinus excelsior). Zona dintre 1.300 și 1.600 m altitudine este dominată păduri de fag (Fagus sylvatica), uneori în combinație cu brad argintiu (Abies alba):769. Specia endemică de stejar Rila (Quercus protoroburoides) se regăsește doar pe valea râului Rilska. 
Pădurile de conifere din zona situată între 1.600 și 2.100 m constau în principal din molid (Picea abies), pin macedonean (Pinus peuce) și pin de pădure (Pinus sylvestris):769, dar se regăsește și o specie endemică, bradul bulgăresc (Abies borisii-regis). Zona subalpină de până la 2.500 m este acoperită de jneapăn (Pinus mugo) și ienupăr (Juniperus communis) în grupuri amestecate cu arin (Alnus viridis) în locații mai umede și bujor de munte (Rhododendron myrtifolium) în estul masivului Rila:769:113. Zona alpină este acoperită cu iarbă, mușchi, licheni, flori rare, sălcii pitice (Salix herbacea, Salix retusa și Salix reticulata):770. Din cauza terenului dificil, pădurile din munții Rila nu sunt foarte influențate de activitățile antropice, vârsta lor medie depășind 100 de ani:98.

Flora din munții Rila
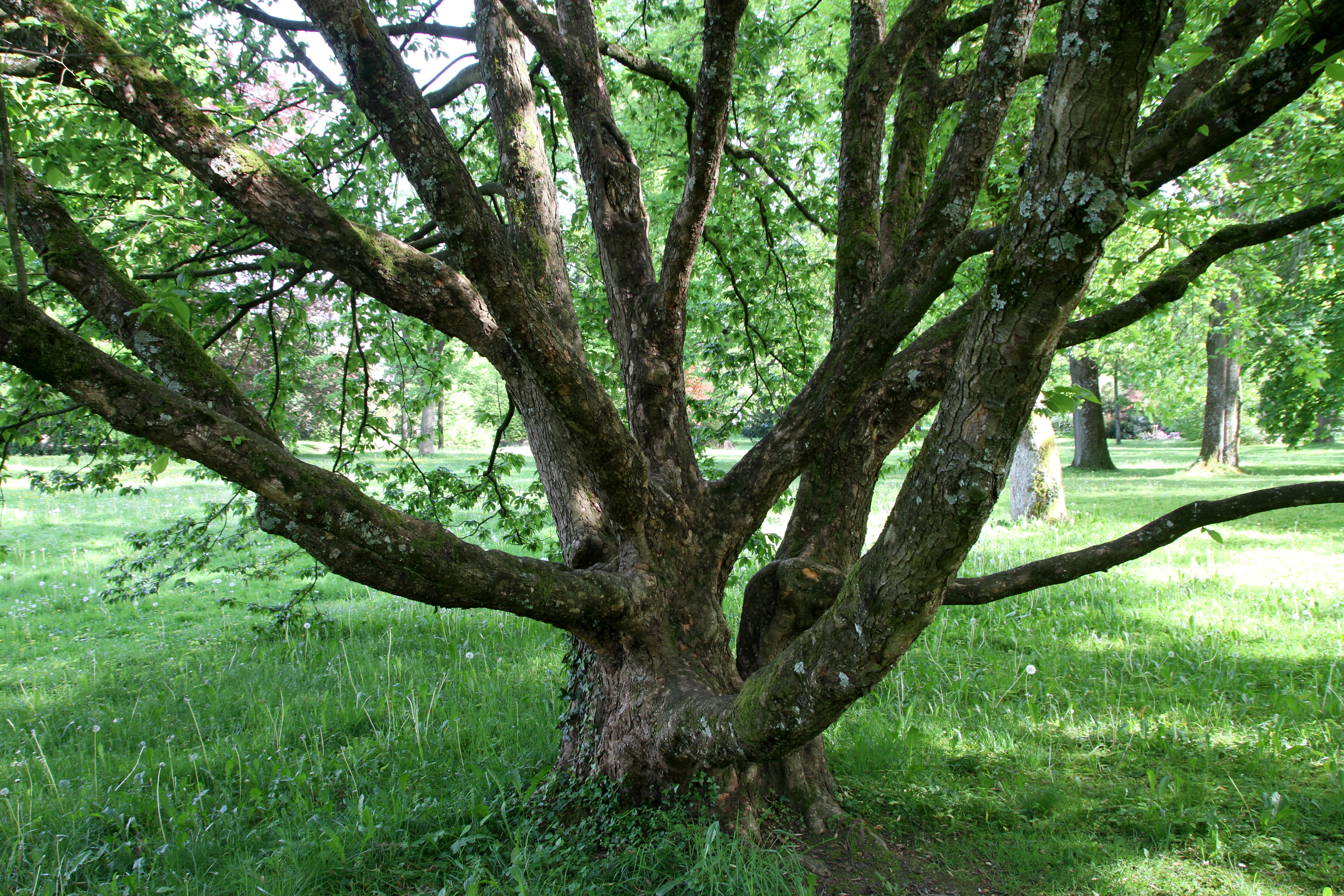
Carpen negru (Ostrya carpinifolia)
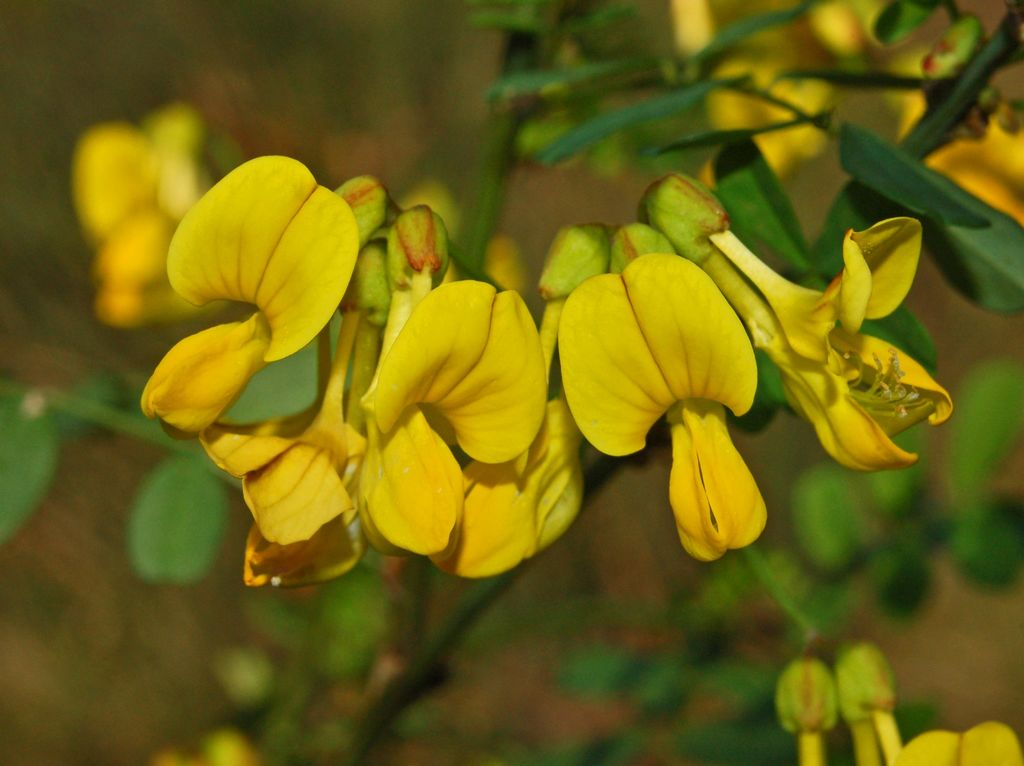
Fabaceae (Hippocrepis emerus)
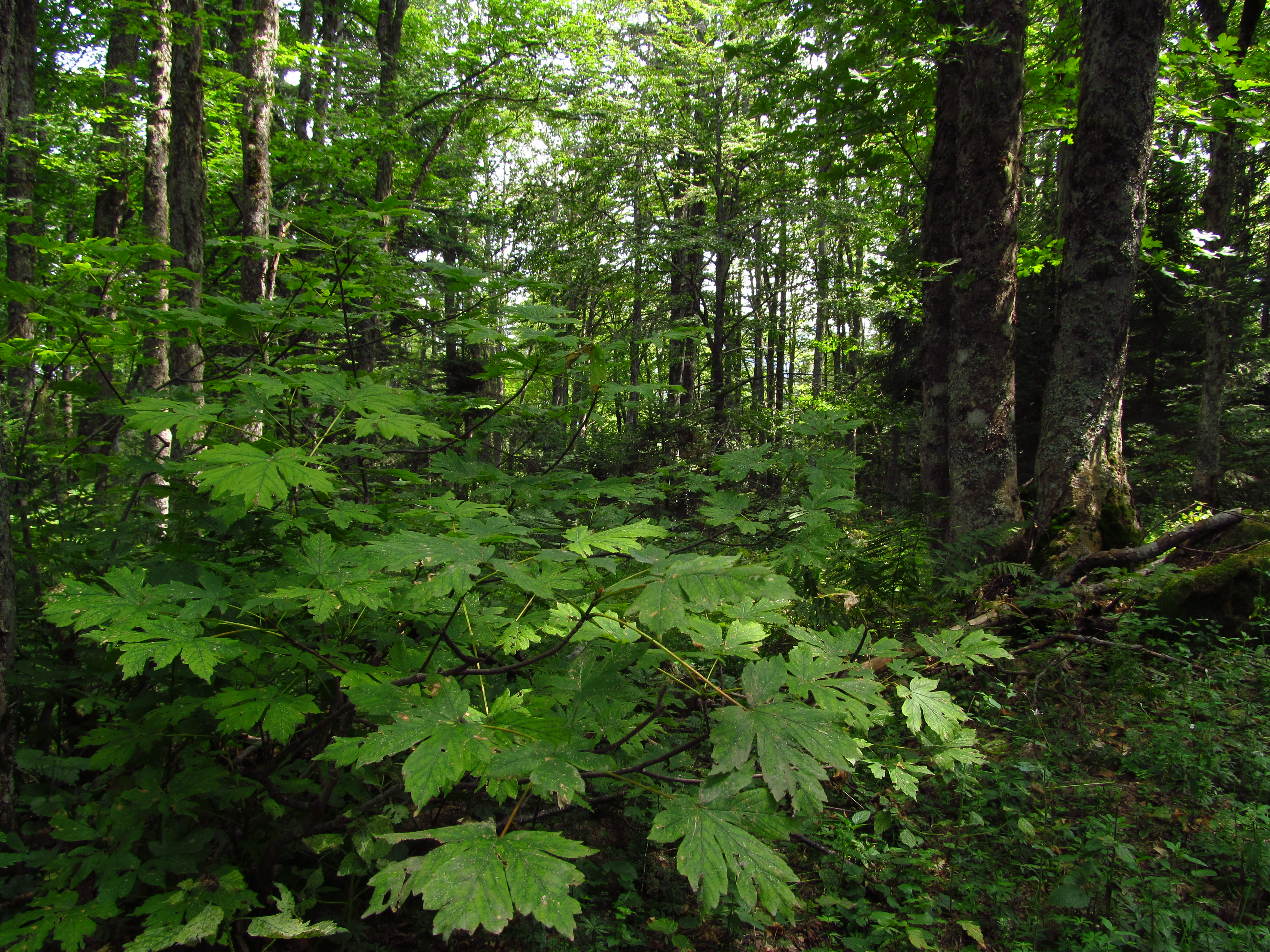
Arțar balcanic (Acer heldreichii)
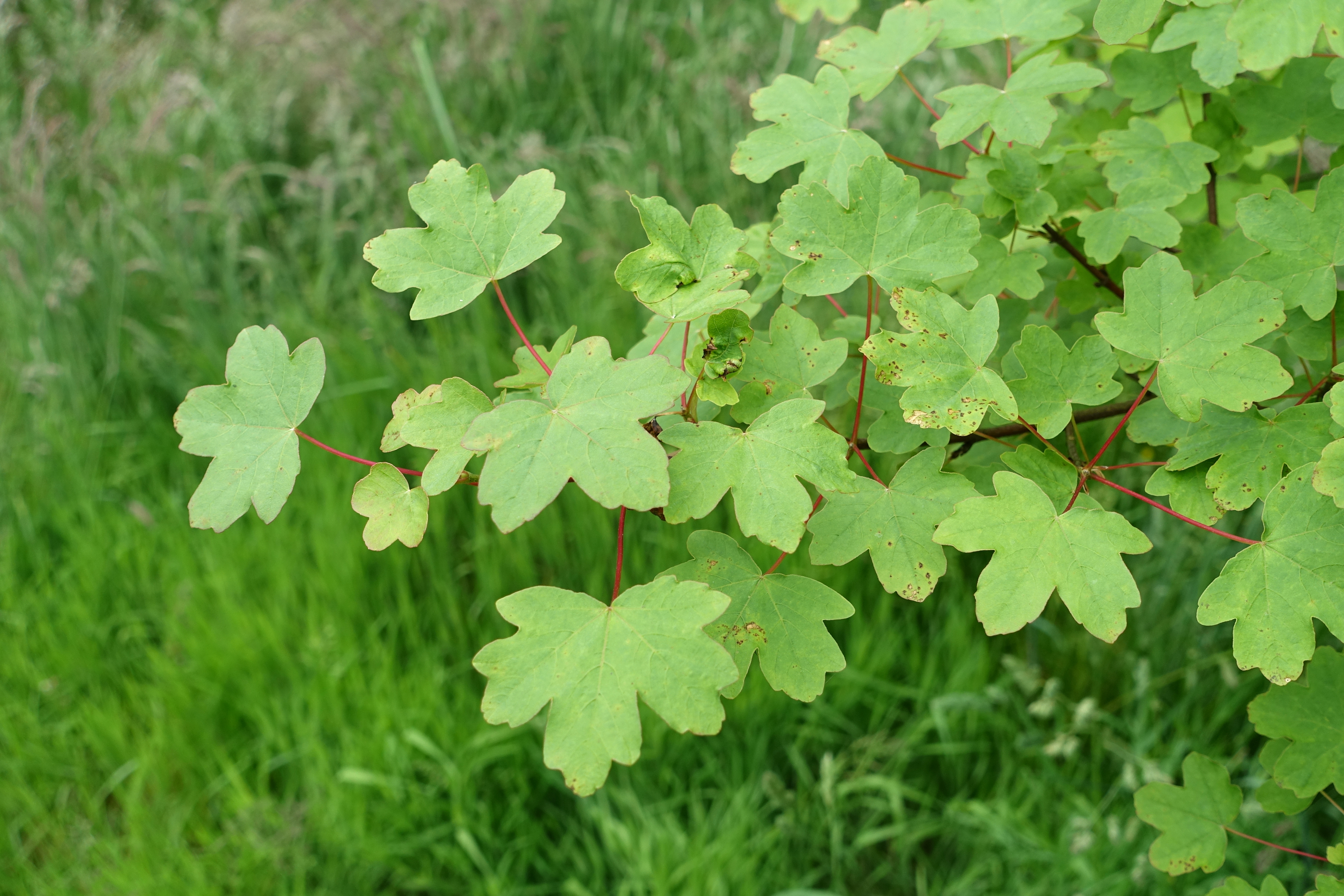
Arțar balcanic (Acer hyrcanum)
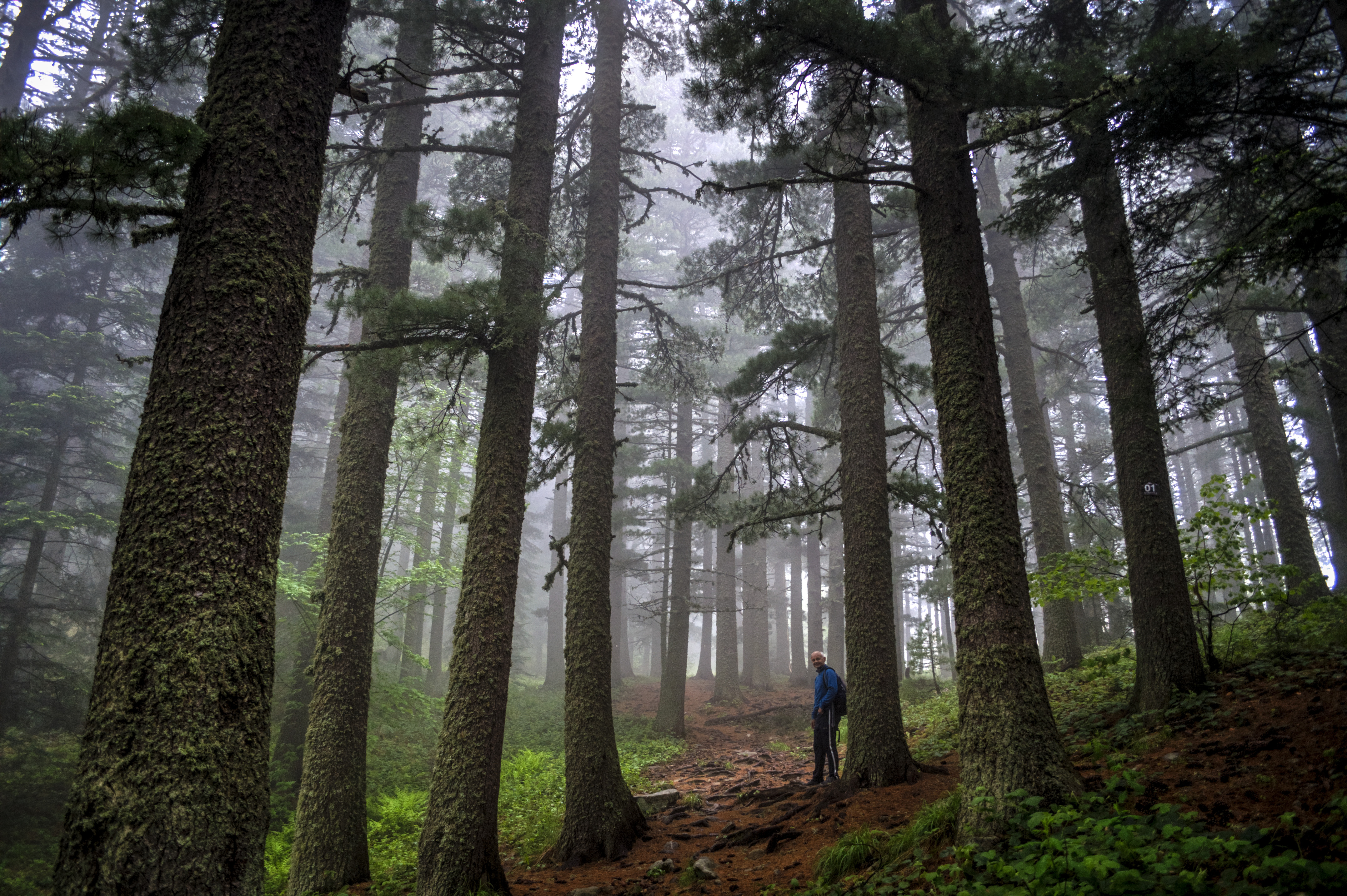
Pin macedonean (Pinus peuce)

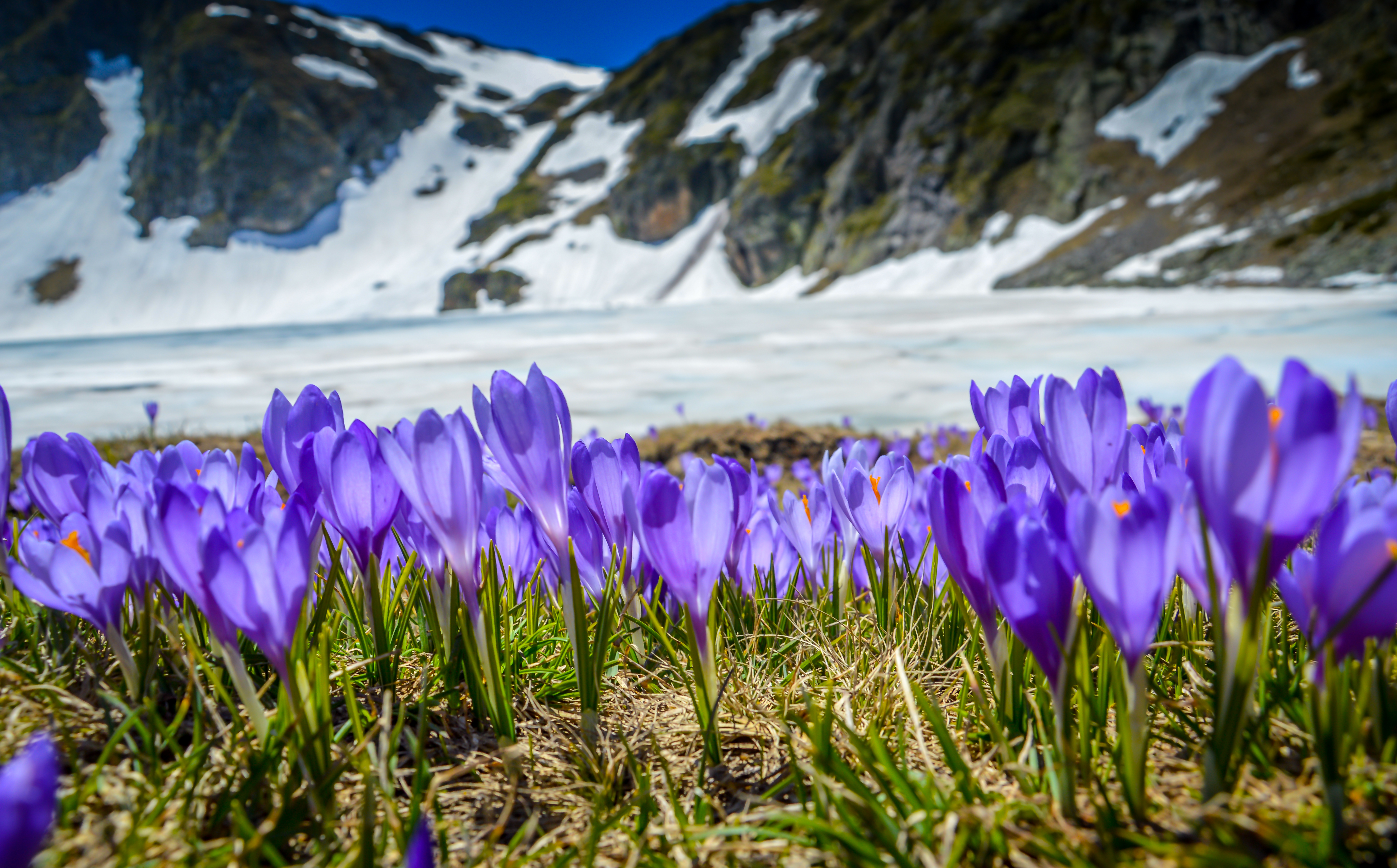
Brândușa balcanică (Crocus veluchensis) în Parcul Național Rila

Flora include aproximativ 1.400 de specii înregistrate pe teritoriul Parcului Național Rila:111, dintre care 34 sunt endemice în Bulgaria (inclusiv trei limitate la zona masivului Rila) și 89 în Balcani, 31 sunt relicte terțiare sau preglaciare și 104 sunt relicte glaciare:111:118. Printre speciile endemice bulgare notabile se numără primula de Rila (Primula deorum) și rubarba rapontică (Rheum rhaponticum), taxonii balcanici includ geumul bulgăresc (Geum bulgaricum), căldărușa aurie (Aquilegia aurea), gențiana bulgărească (Gentianella bulgarica), untișorul balcanic (Pinguicula balcanica), brândușa balcanică (Crocus veluchensis) și garofița balcanică (Dianthus microlepis):118:112–113. 
Plantele non-vasculare includ 974 de specii de alge, 313 de mușchi și 251 de licheni:111, 115–116. Ciupercile sunt reprezentate de 665 de specii, dintre care 64 sunt incluse în Cartea Roșie a Bulgariei:113–114.

Specii endemice în munții Rila
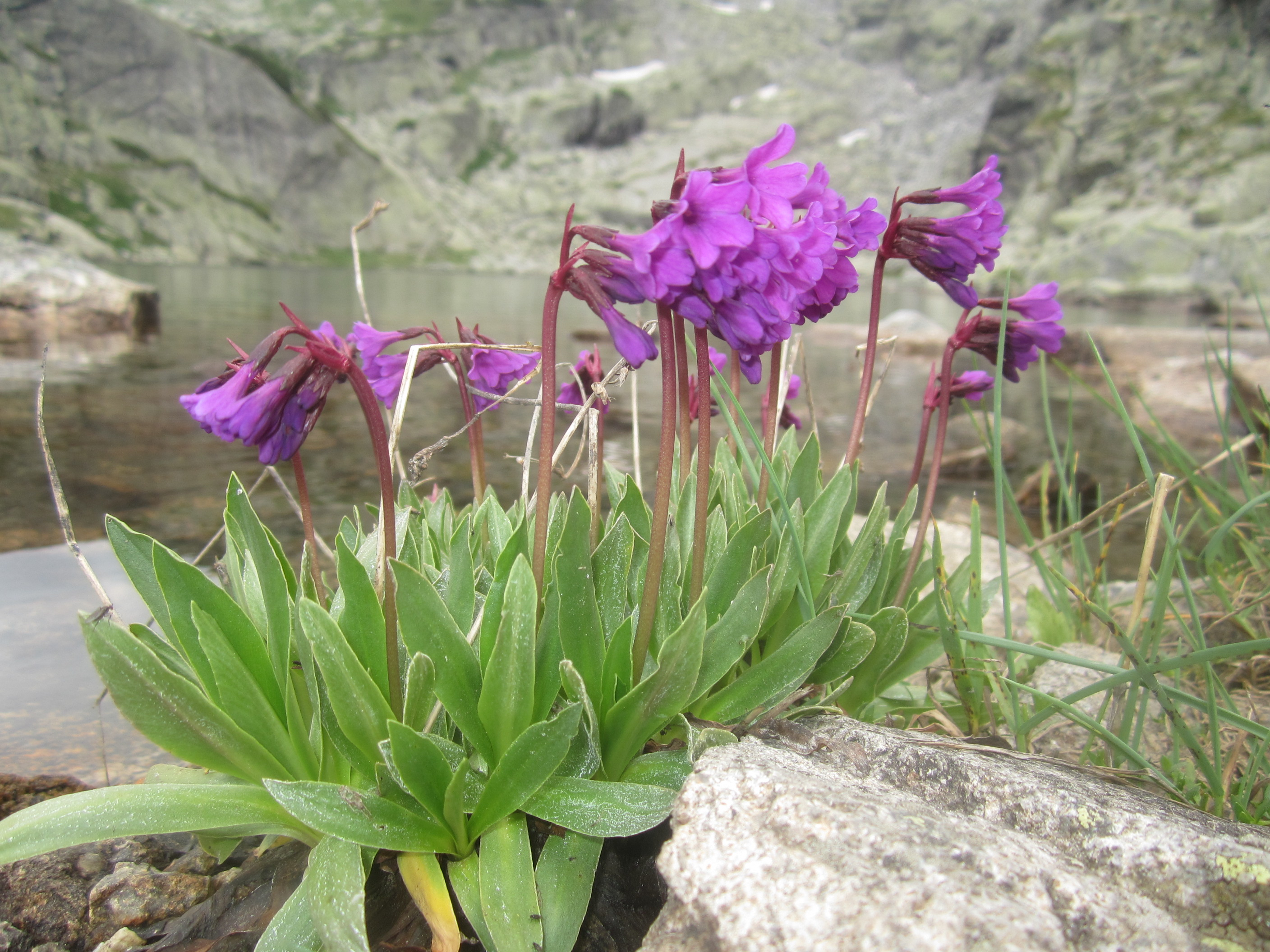
Primulă de Rila (Primula deorum)
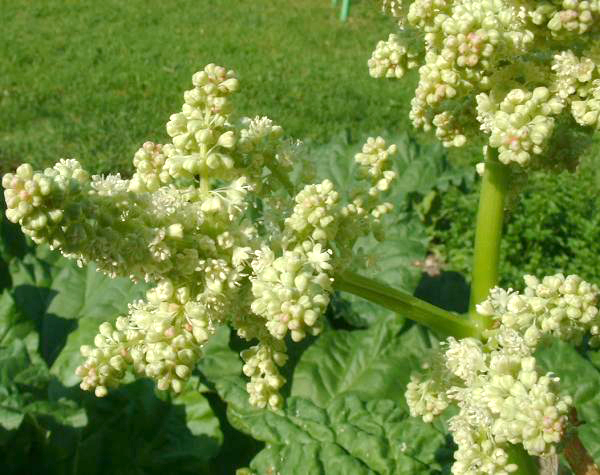
Rubarbă rapontică (Rheum rhaponticum)
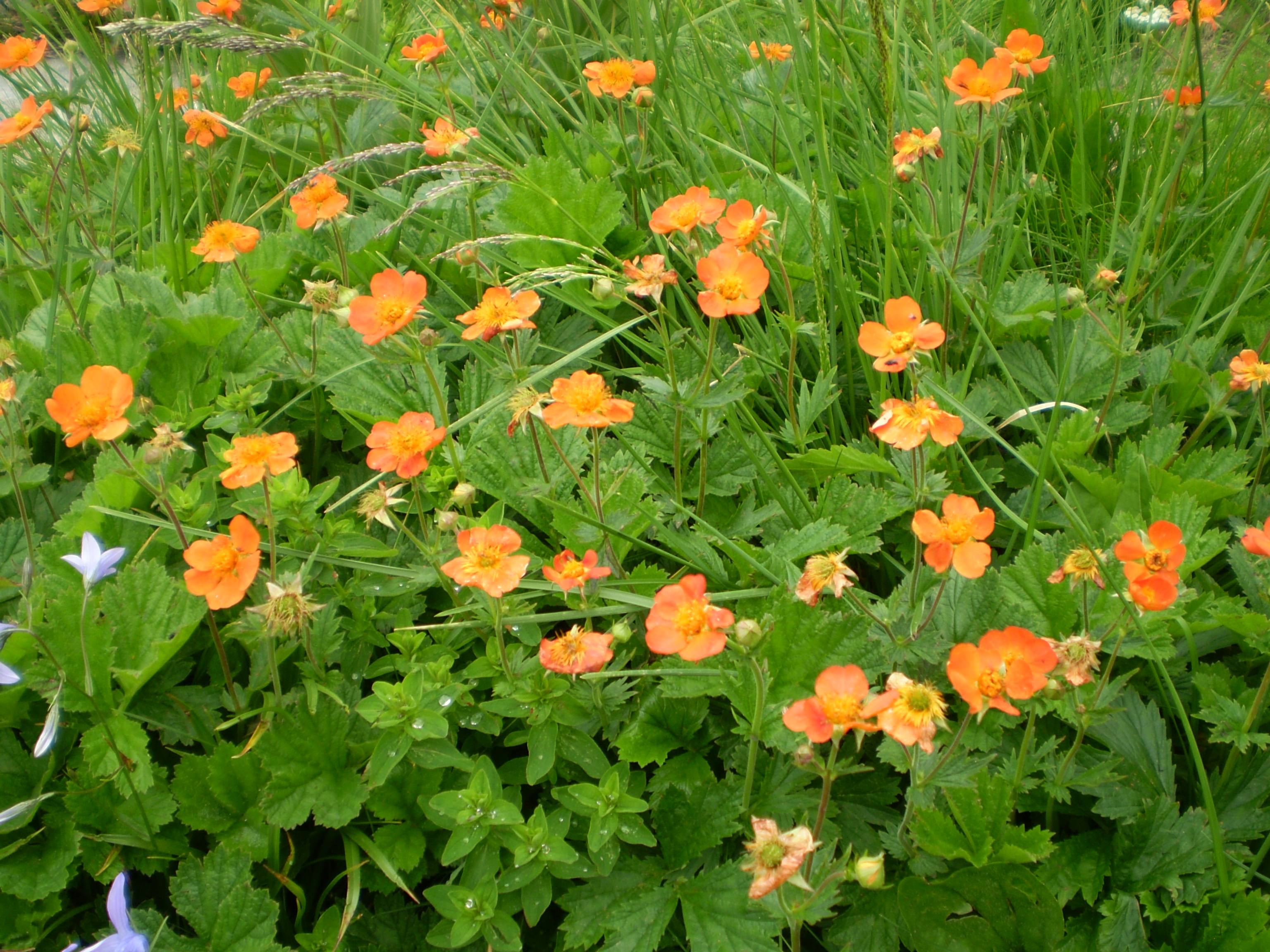
Geum bulgăresc (Geum bulgaricum)
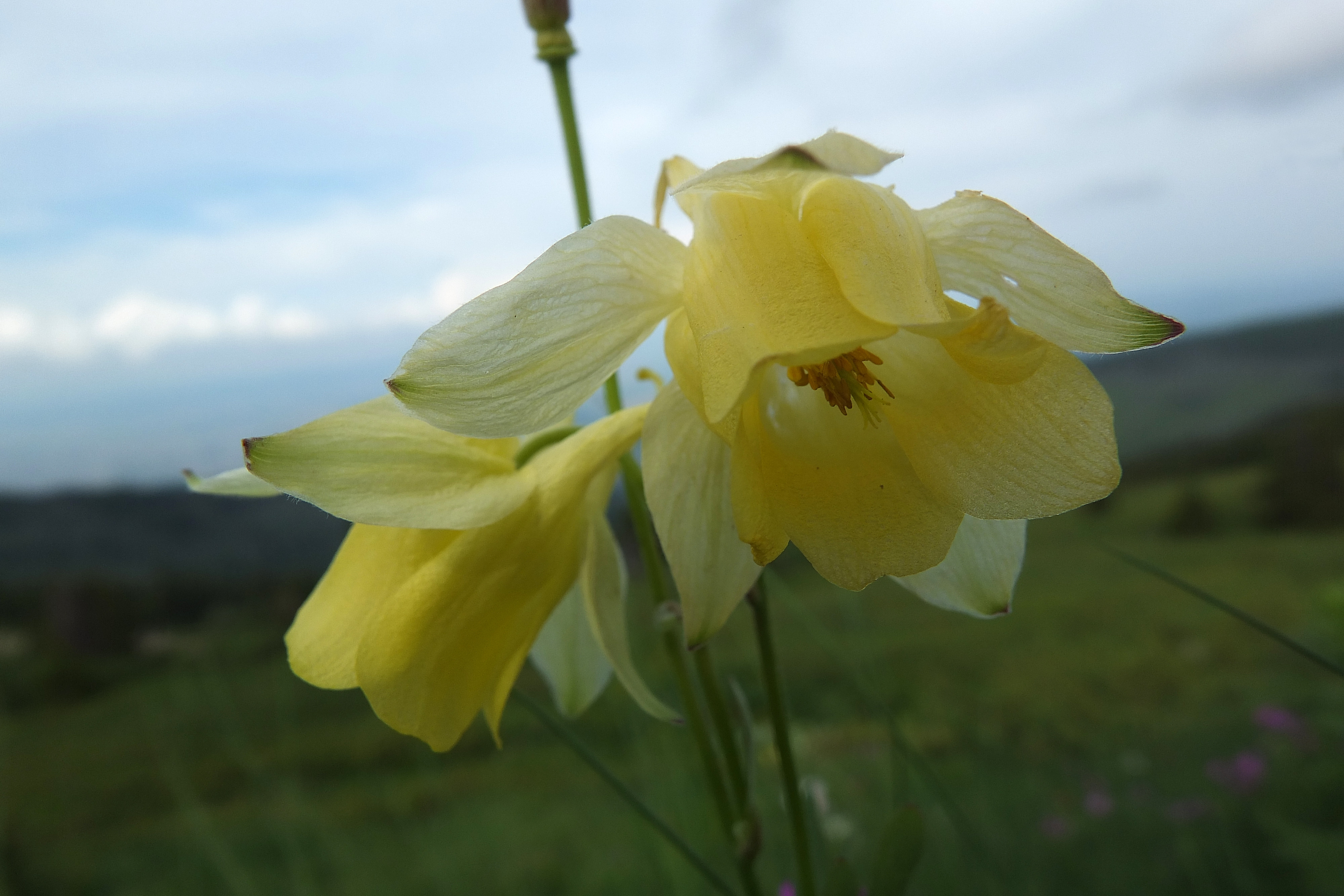
Căldărușă aurie (Aquilegia aurea)
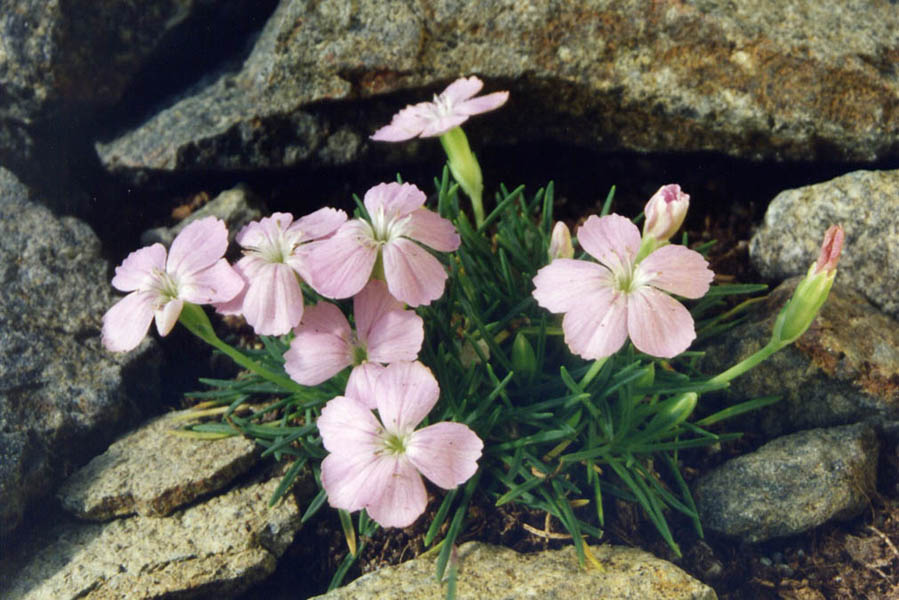
Garofiță balcanică (Dianthus microlepis)

Fauna
În zona Parcului Național Rila se regăsesc 62 de specii de mamifere:127 și includ taxoni cu valoare ridicată de conservare, precum ursul brun (Ursus arctos), lupul cenușiu (Canis lupus), pisica sălbatică (Felis silvestris), nevăstuica (Mustela nivalis), jderul de copac (Martes martes), dihorul marmorat (Vormela peregusna), mistrețul (Sus scrofa), cerbul roșu (Cervus elaphus), căprioara (Capreolus capreolus), capra neagră (Rupicapra rupicapra), popândăul (Spermophilus citellus), sau relicta glacială șoarecele de zăpadă (Chionomys nivalis):770:128:117. 
În privința păsărilor, 120 dintre cele 156 de specii identificate cuibăresc pe teritoriul Parcului Național Rila:128. Acestea includ trei relicte, minunița (Aegolius funereus), bufnița pigmee eurasiatică (Glaucidium passerinum) și ciocănitoarea cu trei degete eurasiatică (Picoides tridactylus), precum și specii care necesită măsuri speciale de conservare, cum ar fi șerparul (Circaetus gallicus), acvila de munte (Aquila chrysaetos), șoimul călător (Falco peregrinus), barza neagră (Ciconia nigra), sitarul de pădure (Scolopax rusticola), cocoșul de munte (Tetrao urogallus), ierunca (Tetrastes bonasia), potârnichea de stâncă (Alectoris graeca), ciocănitoarea verzuie (Picus canus), ciocănitoarea neagră (Dryocopus martius), mierla de apă (Cinclus cinclus), fluturașul de stâncă (Tichodroma muraria) și stăncuța alpină (Pyrrhocorax graculus):127.
Se mai regăsesc 18 specii de reptile, 10 de amfibieni și 12 de pește:125–126:115–116. Fauna de nevertebrate identificată până în prezent include 4.186 de specii și se preconizează că va depăși 7.000, dintre acestea 34 sunt endemice în munții Rila, 123 în Bulgaria și alte 123 în Balcani:122–124.

Fauna din munții Rila
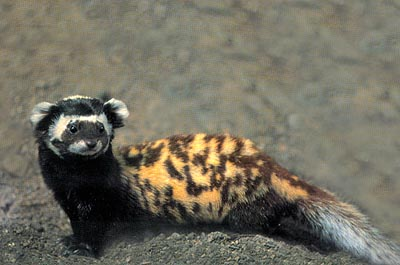
Dihor marmorat (Vormela peregusna)
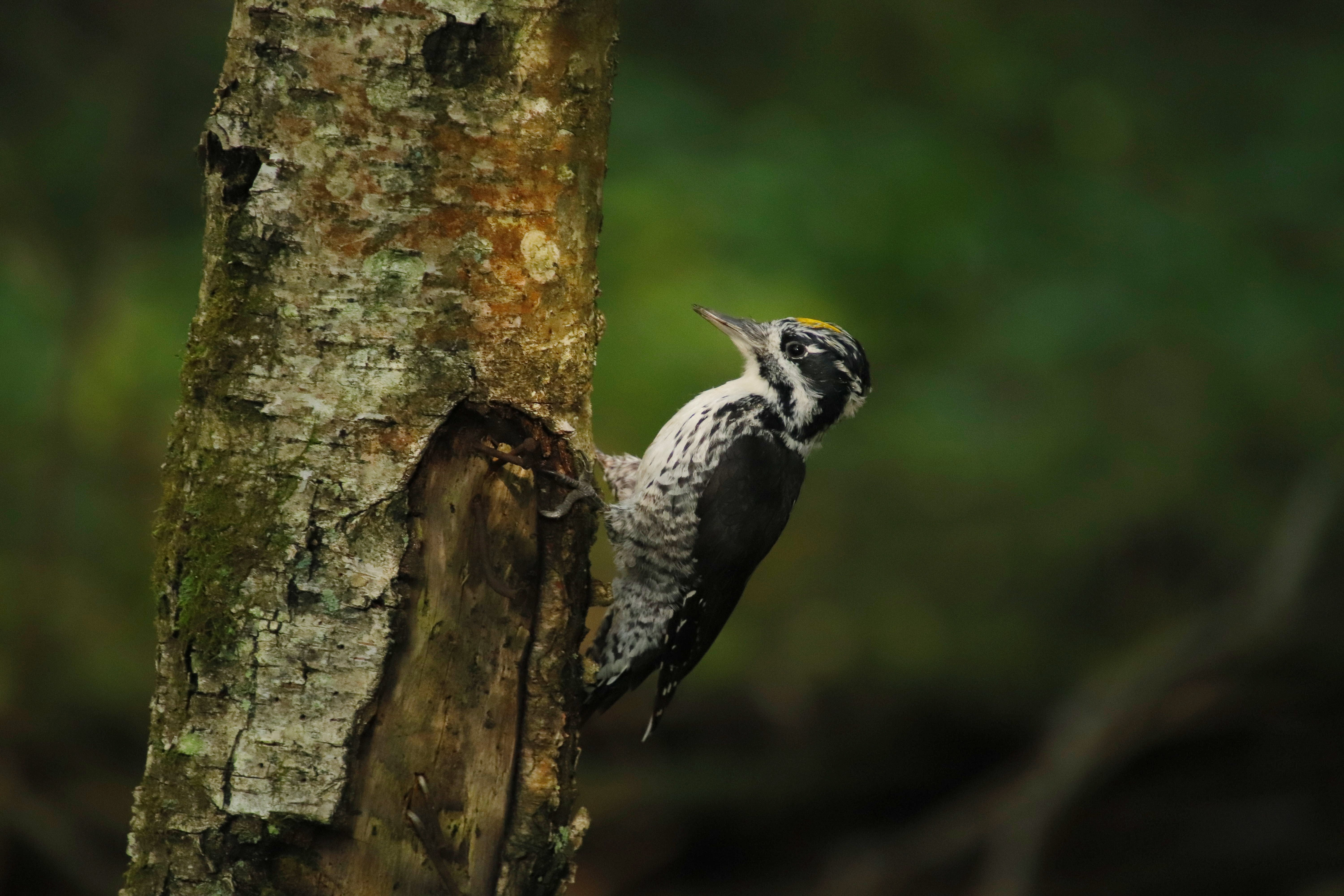
Ciocănitoare cu trei degete eurasiatică (Picoides tridactylus)
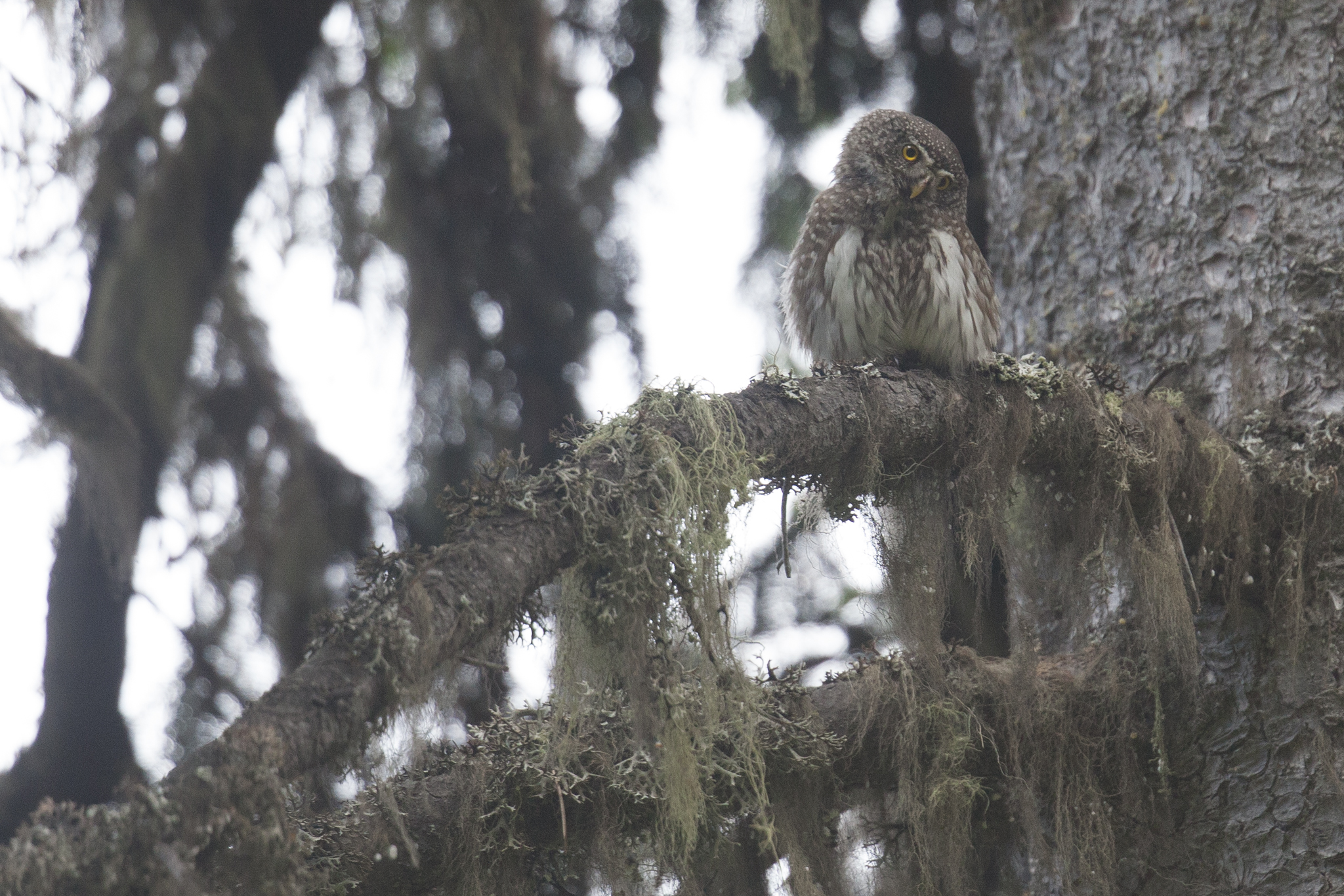
Bufniță pigmee eurasiatică (Glaucidium passerinum)
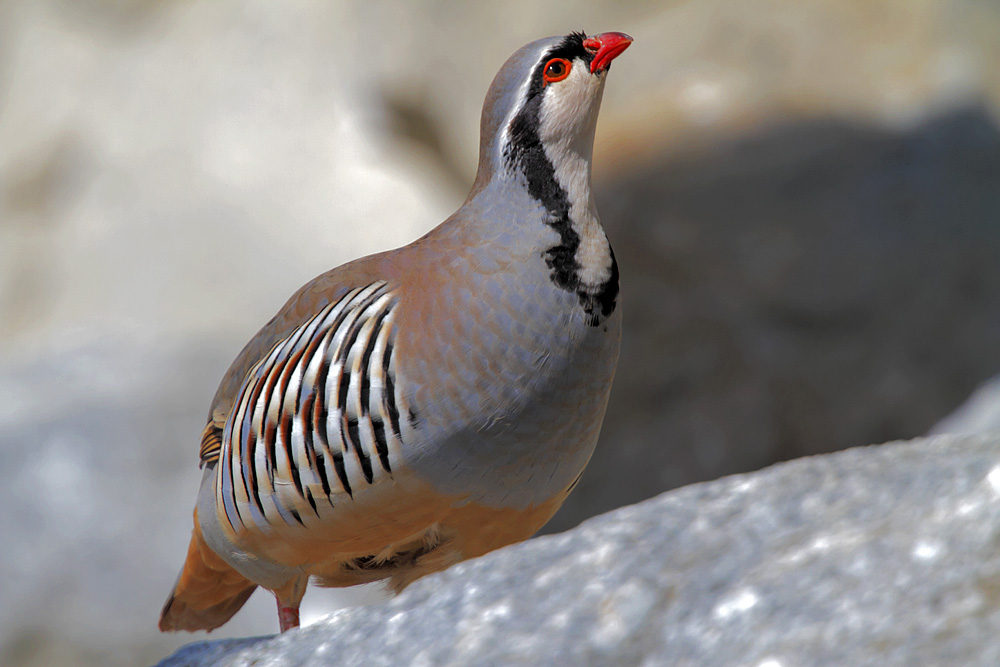
Potârniche de stâncă (Alectoris graeca)
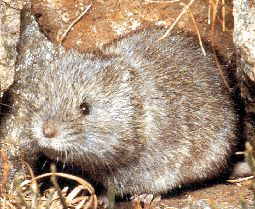
Șoarece de zăpadă (Chionomys nivalis)

În anul 1992, biodiversitatea, ecosistemele și peisajele au fost protejate prin înființarea Parcului Național Rila, cel mai mare parc național din Bulgaria, care se întinde pe un teritoriu de 810,46 km² și a Parcului Natural Mănăstirea Rila care acoperă încă 252,535 km². Parcul Național Rila include patru rezervații naturale, Parangalița, Rila, Ibar și Skakavița, iar Parcul Natural Mănăstirea Rila include o altă rezervație naturală, Pădurea Mănăstirii Rila:108. Rezervația Parangalița a fost declarată rezervație a biosferei UNESCO în 1977, dar a solicitat retragerea acesteia din lista UNESCO în 2020. Rezervația naturală Rila este cea mai mare din Balcani, având o suprafață de 12.417,26 ha.

## Turism

### Trasee montane
- Ruta Musala: Iastrebeț (2.369 m) - Musala (2.925 m)[34] (lungime 11,75 km, diferență de nivel 556 m, grad de dificultate mediu, durată 5h33'). Cel mai simplu traseu spre vârful Musala pleacă din stațiunea montană Boroveț, iar de acolo se străbat 10 km spre nord. De asemenea, este disponibilă o telecabină care transportă turiștii de la Boroveț la vârful Iastrebeț (în bulgară Ястребец), la o altitudine de 2.369 metri, unde se află numeroase cabane. De la Iastrebeț este nevoie de aproximativ o oră de mers pentru a ajunge la cabana Musala (2.430 m), încă două ore până la cabana Everest (2.720 m), refugiul montan situat la cea mai mare altitudine din Bulgaria, iar apoi încă o jumătate de oră până în vârf.

- Traseul Iastrebeț (2.369 m) - Aleko (2.716 m) - Bezimen (2.793 m) - Musala (2.925 m)[35] (lungime 13,5 km, diferență de nivel 556 m, grad de dificultate mediu, durată 7h). Traseul pornește de la stația de telecabină Iastrebeț la o altitudine de 2.369 metri, se îndreaptă spre vârful Aleko (2.716 m), trecând de mai multe ori peste stânci mari. De la vârful Aleko până la vârful Bezimen (2.793 m) traseul devine ceva mai dificil.

### Refugii montane

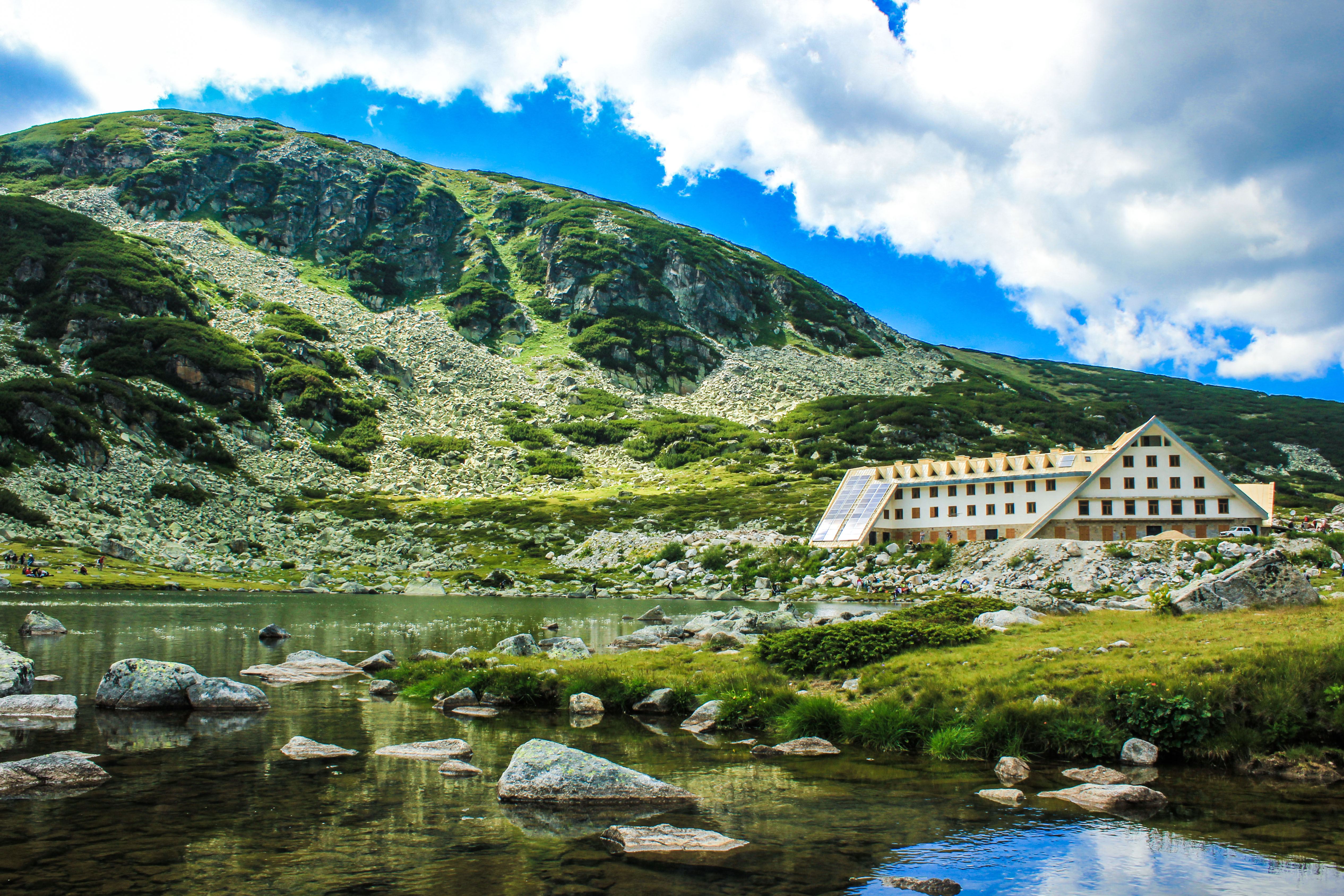
Cabana Musala

- Cabana Musala, 2.389 m, 60 de locuri + cantină + bufet, cabana din Bulgaria situată la cea mai mare altitudine,
- Adăpostul Everest, 2.709 m, 30 de locuri,
- Cabana Grunchar, 2.187 m, 150 de locuri + bungalouri,
- Adăpostul Ledeno Ezero, 2.710 m, 6 locuri,
- Cabana Marița, 1.900 m, 50 de locuri + cantină,
- Cabana Iastrebeț, 2.325 m, 20-25 de locuri + restaurant,
- Cabana Zavracița, 2.178 m, 75 de locuri.

## Galerie foto

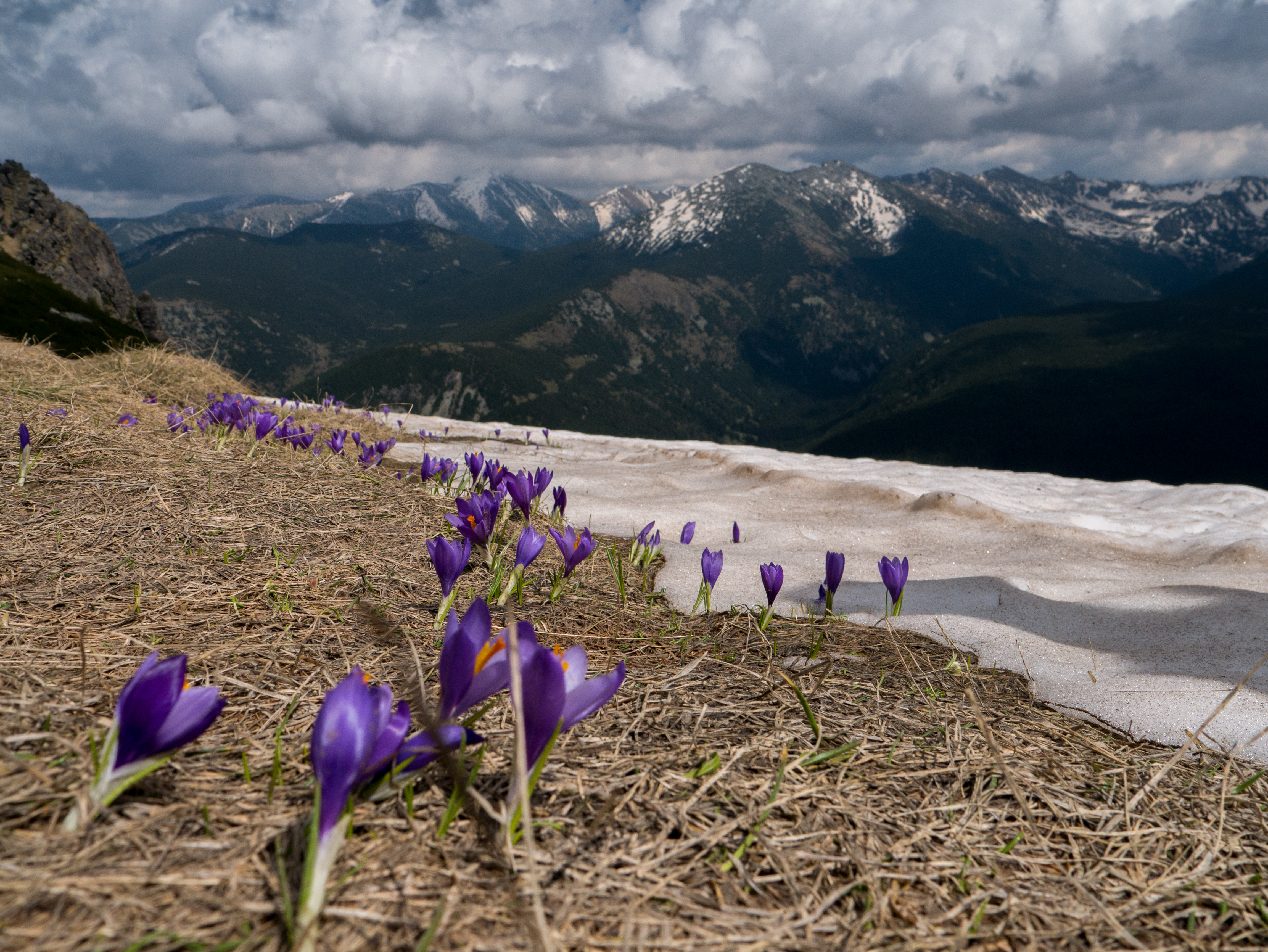
Vegetație de primăvară pe Musala
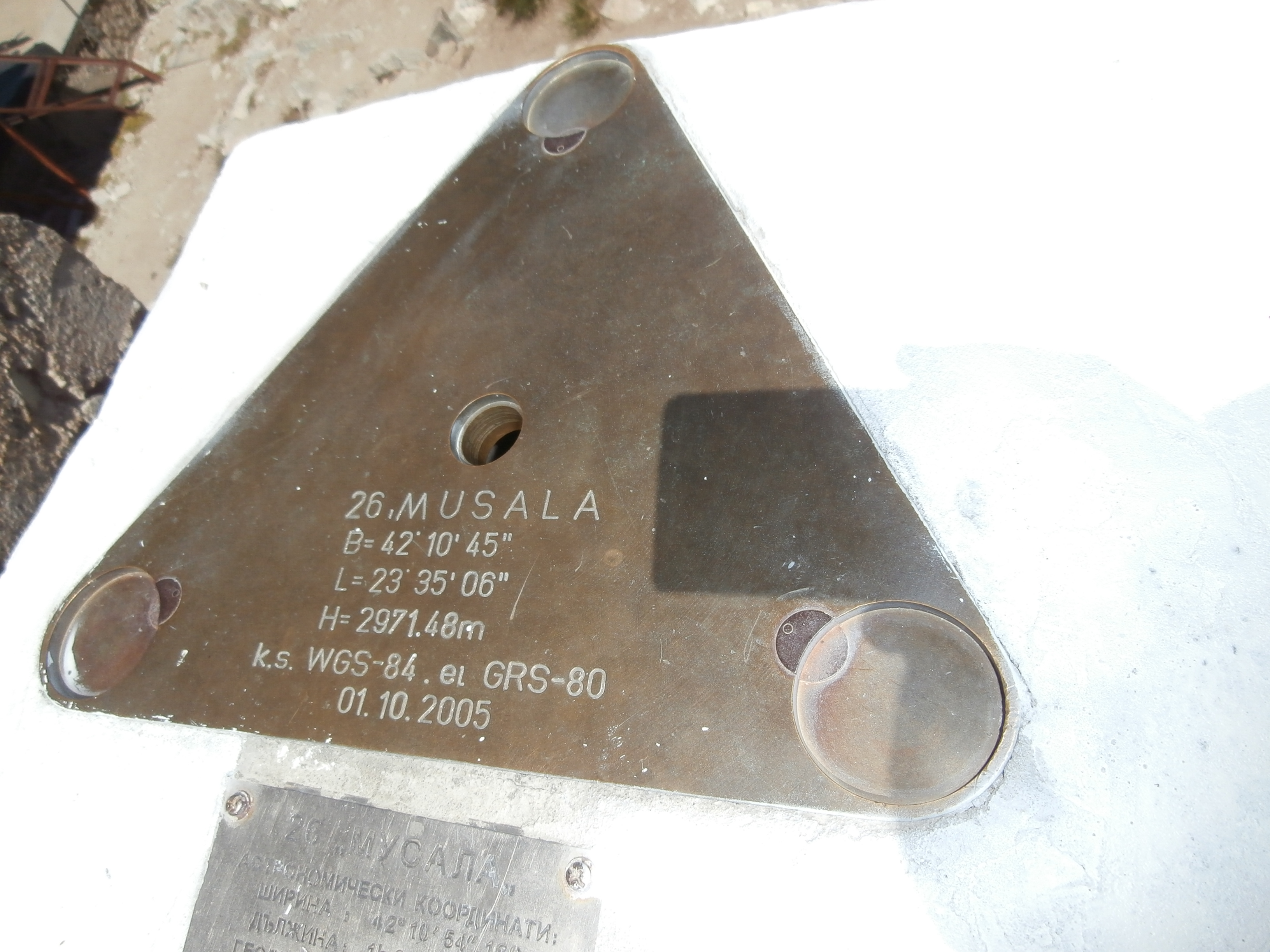
Punct de referință geodezic pe Musala
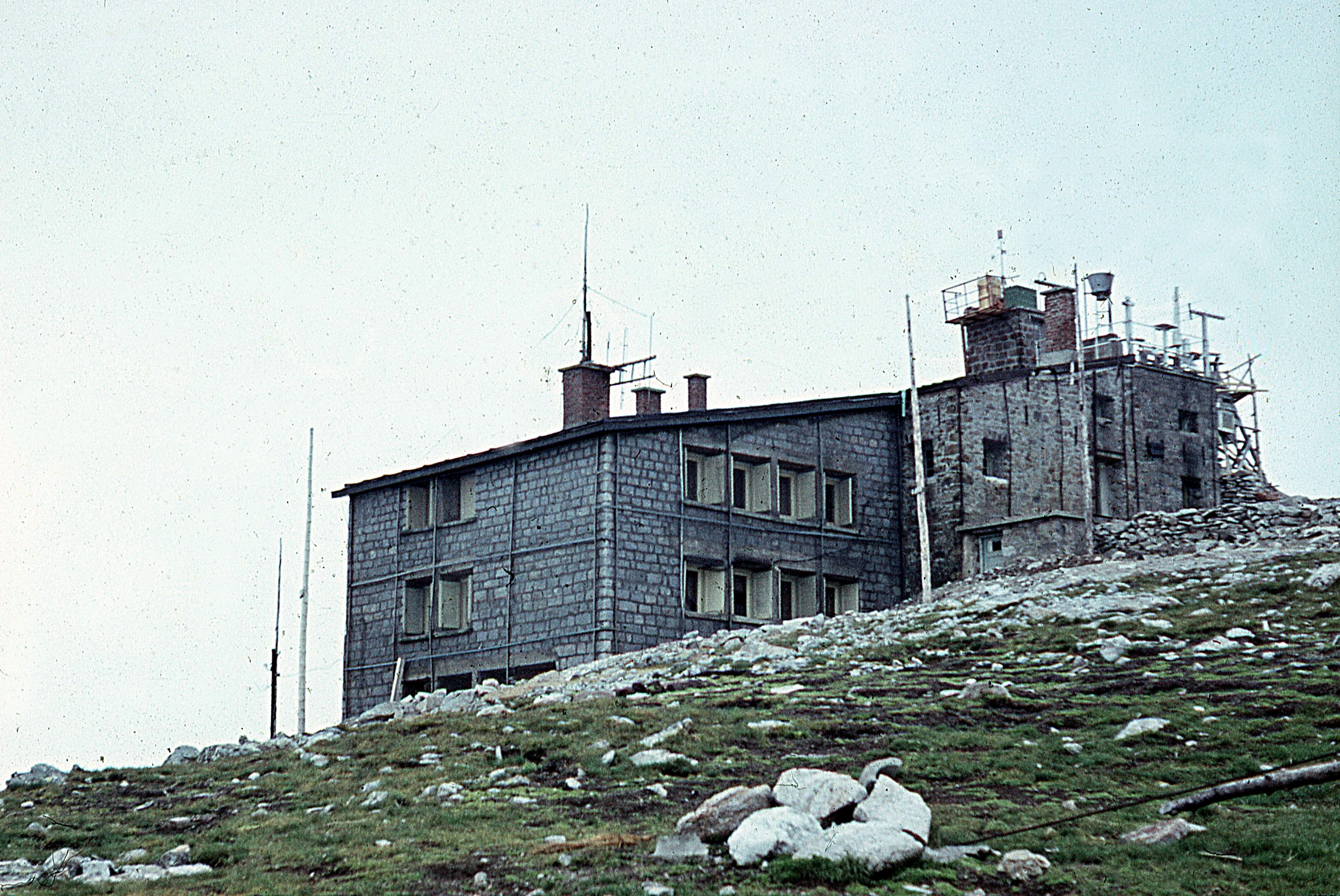
Stația meteo și de cercetare cosmică Musala, 1969
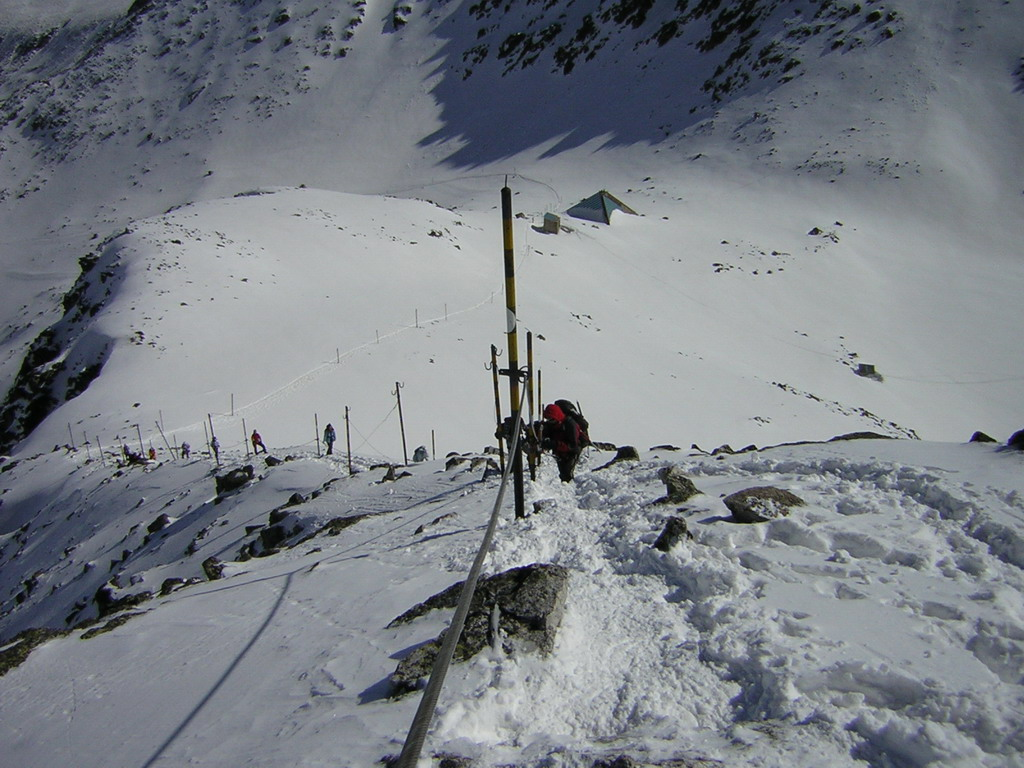
Ascensiune pe timp de iarnă pe Musala
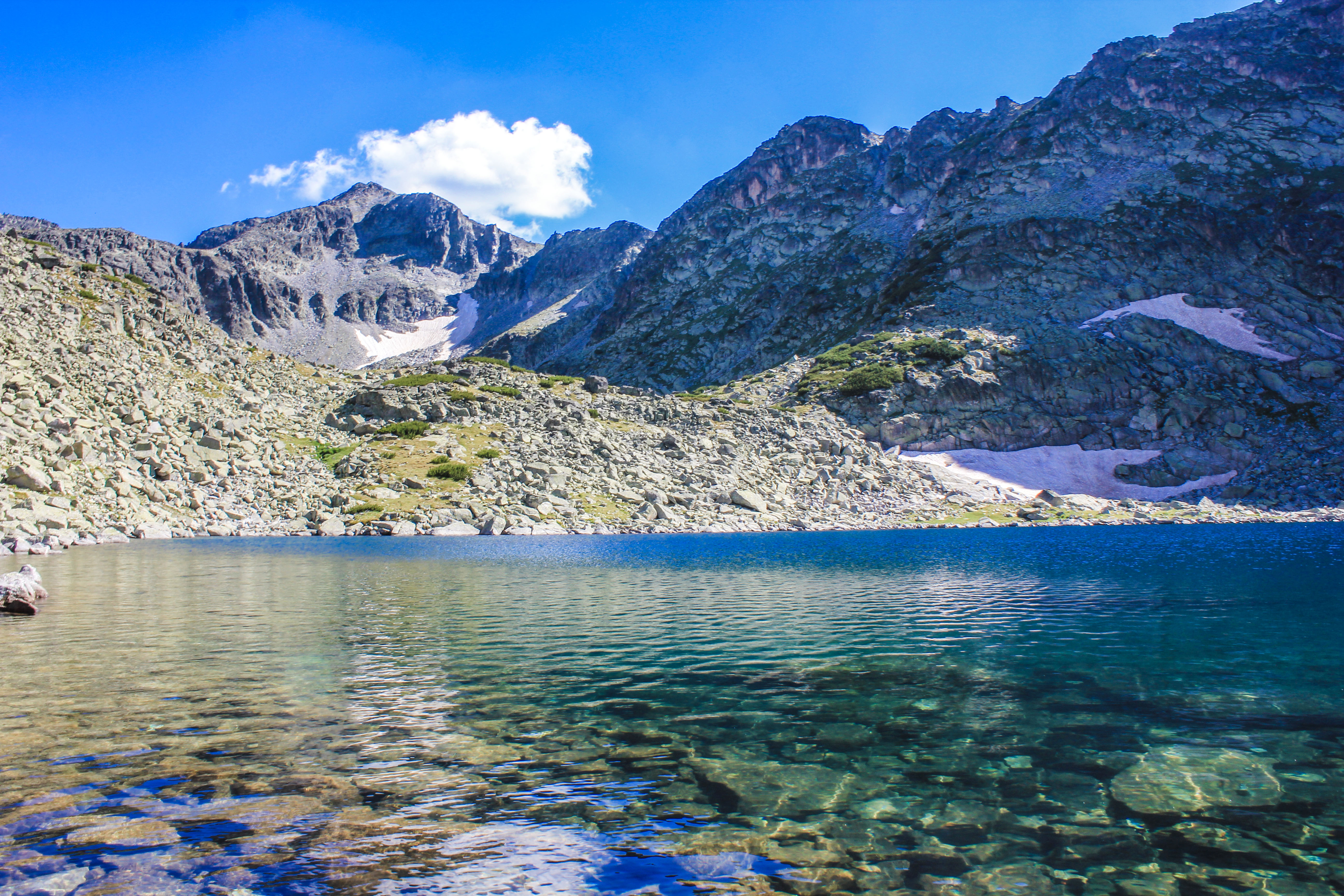
Lac glaciar în apropiere de Musala
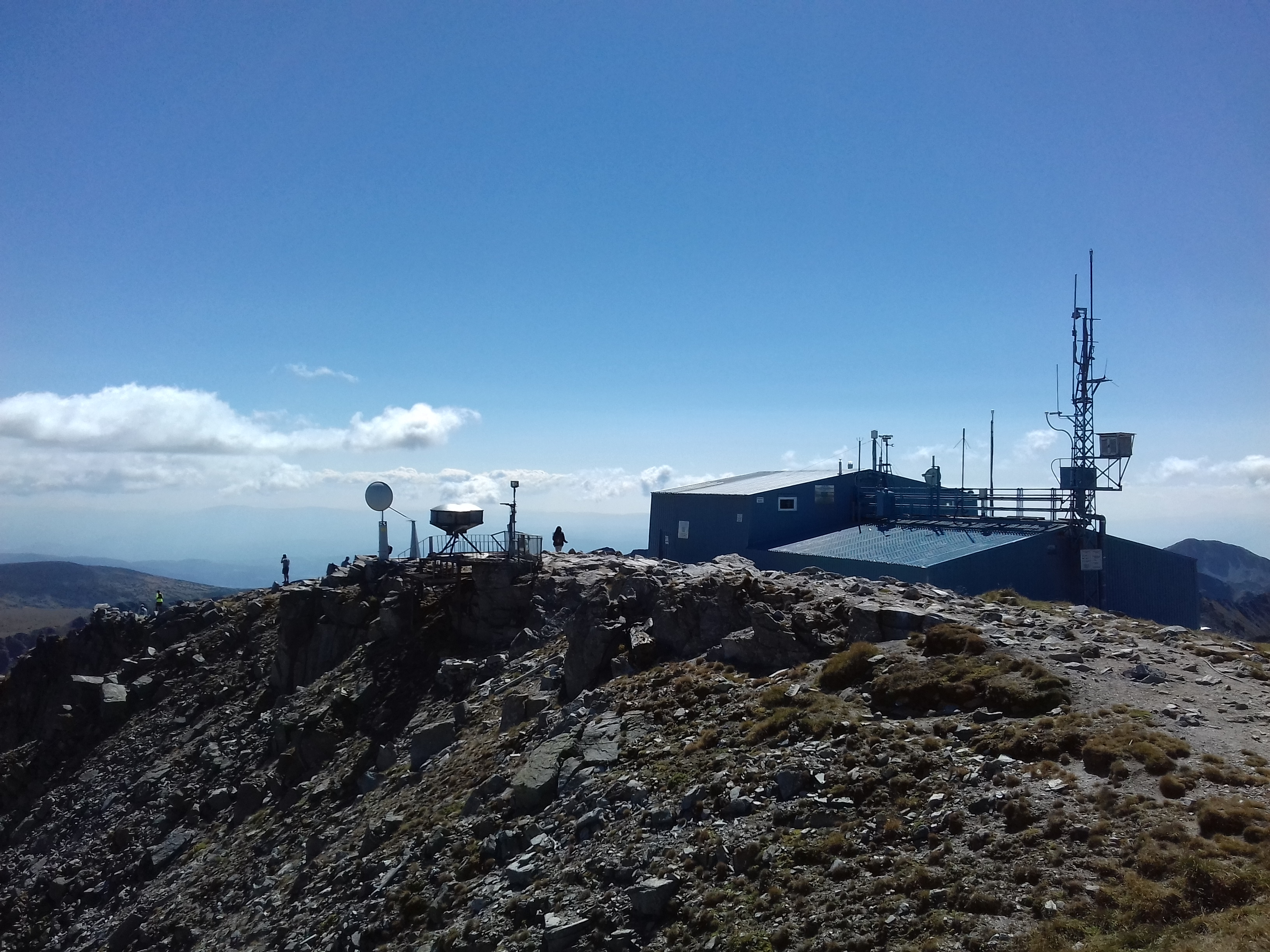
Observatorul de bază al mediului Musala
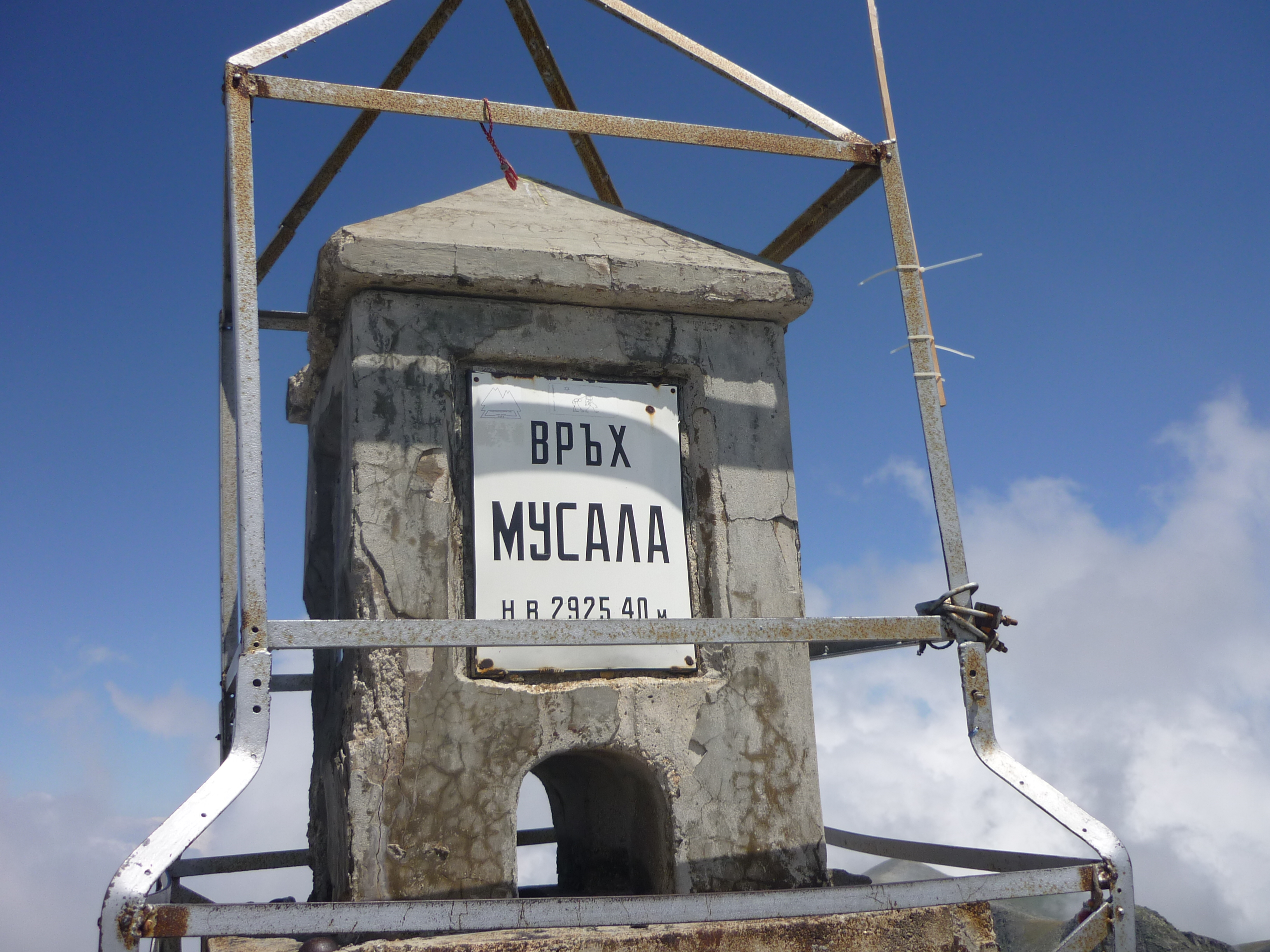
Marcaj de vârf pe Musala
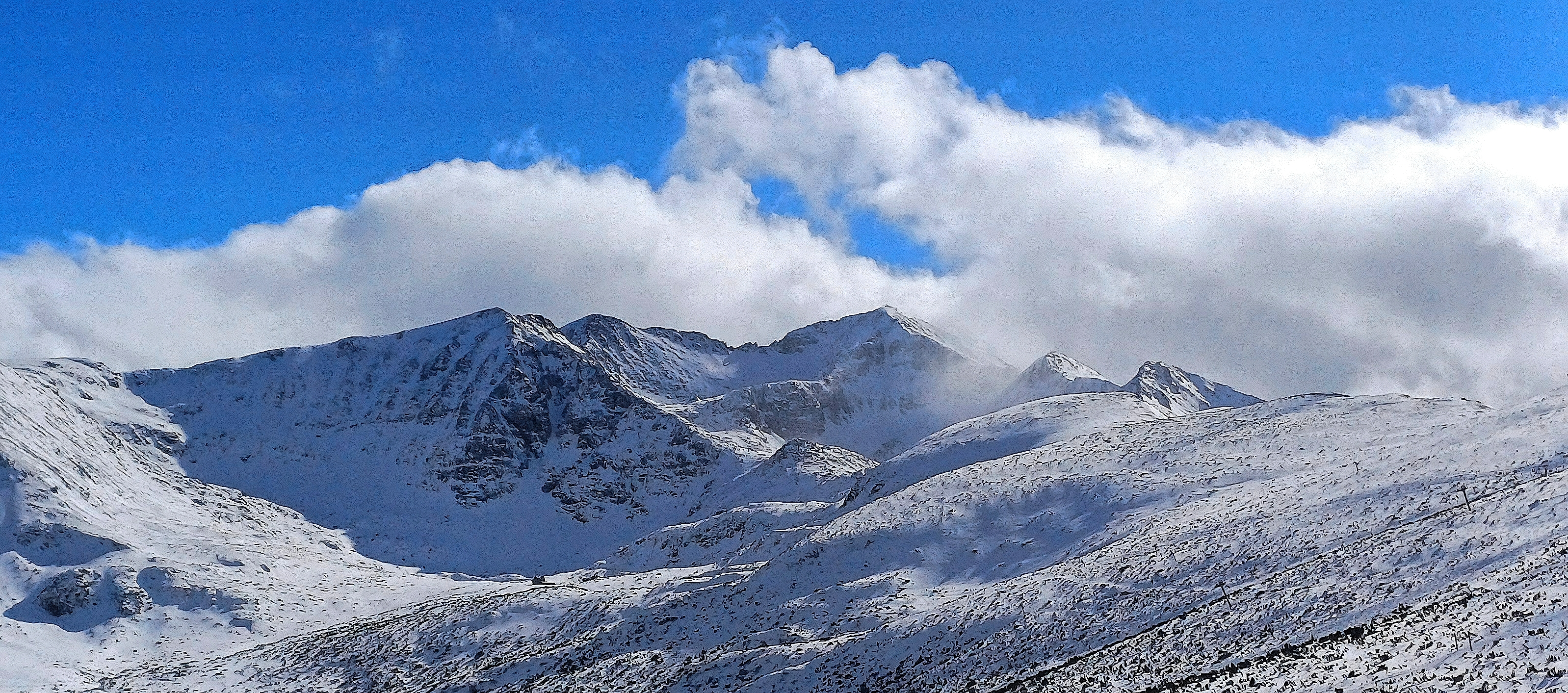
Vârful Musala

### Hărți și ghiduri
- Harta Musala
- Harta traseelor de drumeție Musala